# Verrières-le-Buisson
Pour les articles homonymes, voir Verrières.
Verrières-le-Buisson [vɛʁjɛʁ lǝ bɥisɔ̃]  est une commune française du département de l’Essonne en région Île-de-France.
Située au nord de l'Essonne et limitrophe des Hauts-de-Seine, Verrières est à seulement dix kilomètres au sud-ouest de Paris et est proche sociologiquement des communes de la première couronne[pas clair]. Verrières-le-Buisson, qui est aujourd'hui connue des Parisiens pour la forêt de Verrières et la vallée de la Bièvre au caractère rural, était déjà fréquentée au XVIIIe siècle par les rois de France pour leurs loisirs cynégétiques.
Elle est aussi réputée dans les milieux de l’horticulture et de la botanique pour avoir été choisie par la famille Vilmorin, riche famille de grainetiers qui a légué à la ville son arboretum, devenu réserve naturelle régionale, qui lui permet de se proclamer « Ville Arboretum »,. 
Riche de six châteaux et demeures[pas clair] et avec plusieurs lotissements pavillonnaires, elle promeut, malgré une urbanisation notable dans les années 1960, son côté « village » en pleine agglomération parisienne.
Ses habitants sont appelés « Verriérois ».

## Géographie

### Situation

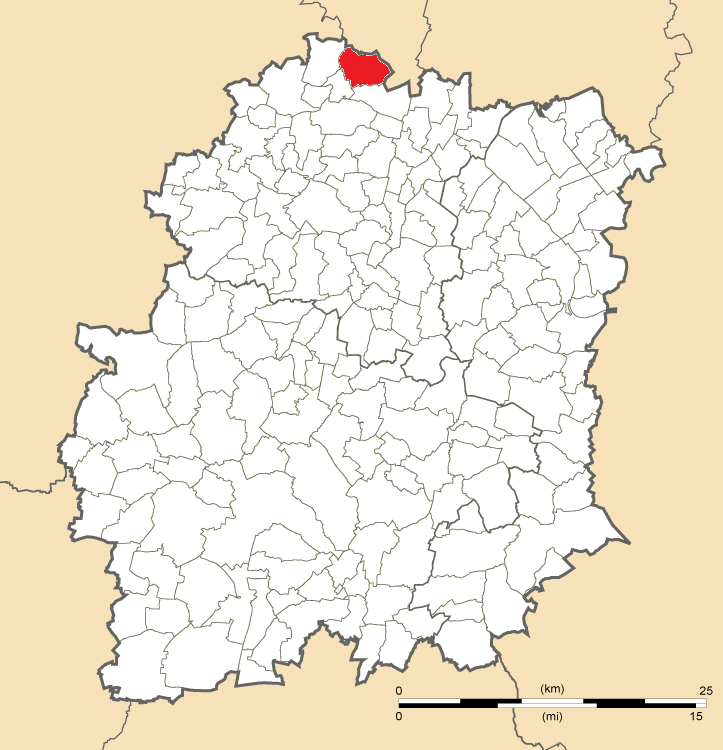
Position de Verrières-le-Buisson en Essonne.

Verrières-le-Buisson est située à la limite nord du département de l’Essonne, qui fait intégralement partie de l'agglomération parisienne. Elle est au cœur de ce qui était le pays, aujourd’hui la région naturelle, du Hurepoix.
L’Institut national de l'information géographique et forestière donne les coordonnées géographiques 48°44'34" Nord et 02°16'08" Est pour le point central du territoire.
La commune jouxte à l'est Antony, sous-préfecture des Hauts-de-Seine, et est située à 10 km au sud-ouest de Paris-Notre-Dame (point zéro des routes de France), à 14 km au sud-ouest de Versailles et a 46 km au nord d'Étampes.

### Territoire communal
Verrières a un territoire assez étendu, qui a approximativement la forme d’un triangle dont la pointe serait orientée vers l’est et la base à l’ouest. Sa superficie est de 991 ha, dont la forêt de Verrières occupe 550 ha gérés par l’Office national des forêts.
Du sud-ouest au sud-est, le cours de la Bièvre constitue la limite avec Igny puis Massy, elle se poursuit à l’est avec Antony, limite matérialisée par la rue Marius-Hue puis en suivant le cours du ruisseau des Godets à travers le parc de la Noisette pour rejoindre l’avenue d’Estienne-d’Orves. Au nord se trouve Châtenay-Malabry, séparée par la rue des Grillons et la rue Jean-Baptiste-Clément jusqu’à suivre la lisière de la forêt par le chemin de la Bordure, le chemin de la Porte-des-Bois, et la route des Vaches. Au nord-ouest et à l’ouest se trouve la commune de Bièvres, séparée par le tracé de la route nationale 118.

### Hydrographie
Le triangle que forme le territoire de Verrières est approximativement délimité par trois cours d’eau : la Bièvre, divisée en deux bras, et la Sygrie.
La Bièvre coule au sud de la commune, avec deux bras :
- au nord, un bras artificiel surélevé qui alimentait, d'amont en aval, le moulin d'Amblainvilliers, le moulin de Grais et le moulin de Mignaux. Ce bras est longé par un chemin piéton à côté du golf, passe sous la rue de Paris où l'on peut voir l'ancien lavoir et se rapproche de la route D 60 qu'elle longe à partir du moulin de Grais en formant la limite avec la commune de Massy. Ce bras qui avait été recouvert par la route construite dans les années 1960, a été remis au jour en 2000 par le SIAVB (Syndicat intercommunal pour l'assainissement de la vallée de la Bièvre) sur un parcours déplacé le long de cet axe routier.
- au sud, son cours naturel qui passe sous le pont Monseigneur, à la limite d'Igny, traverse le golf, passe sous la D 60 à la jonction avec la rue de Paris et pénètre dans le parc du château de Vilgénis dans la commune de Massy. Ce cours est rejoint sur sa rive droite dans le golf par le ru de Vauhallan provenant de la commune voisine d’Igny. Ce cours naturel rejoint le bras artificiel sous la route D 60 au niveau de la rue du Pré. Le bras unique s'éloigne de cette route en aval de la rue du Pré, longe le square de la Bièvre à Massy, passe sous la rue Cambacérès puis derrière les dépendances de pavillons et quitte Verrières après être passé sous la rue du Pont-de-Pierre. Ce bras unique forme également la limite avec la commune de Massy.

À l’extrême ouest du territoire, à quelques dizaines de mètres de la limite communale, coule la Sygrie, affluent de la Bièvre, qui descend depuis le plateau de Villacoublay à travers la forêt de Verrières, elle alimente le petit lac de l’Abbaye aux Bois placé à l’intersection des frontières entre Verrières-le-Buisson, Bièvres et Châtenay-Malabry.

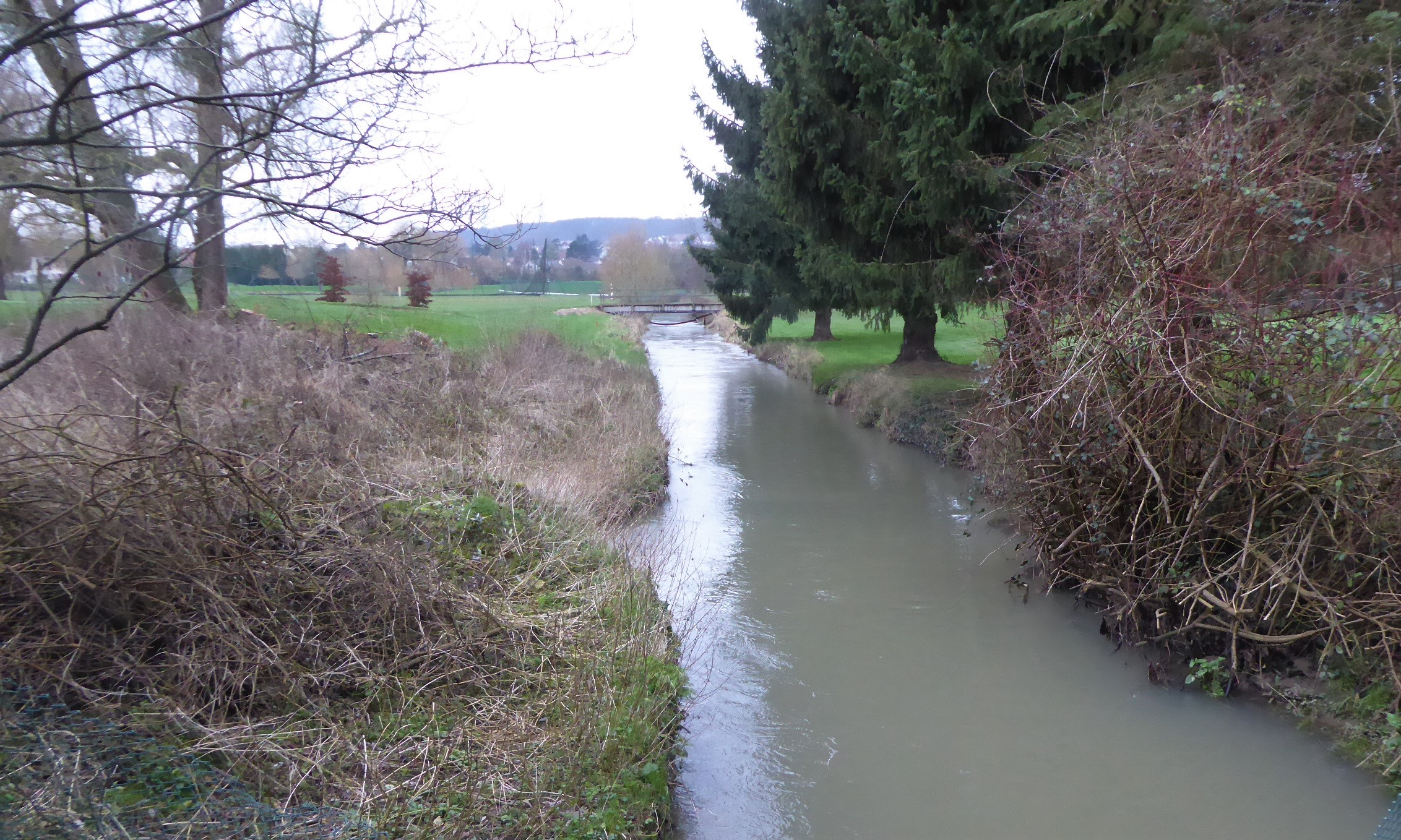
Bras naturel vu vers le golf.
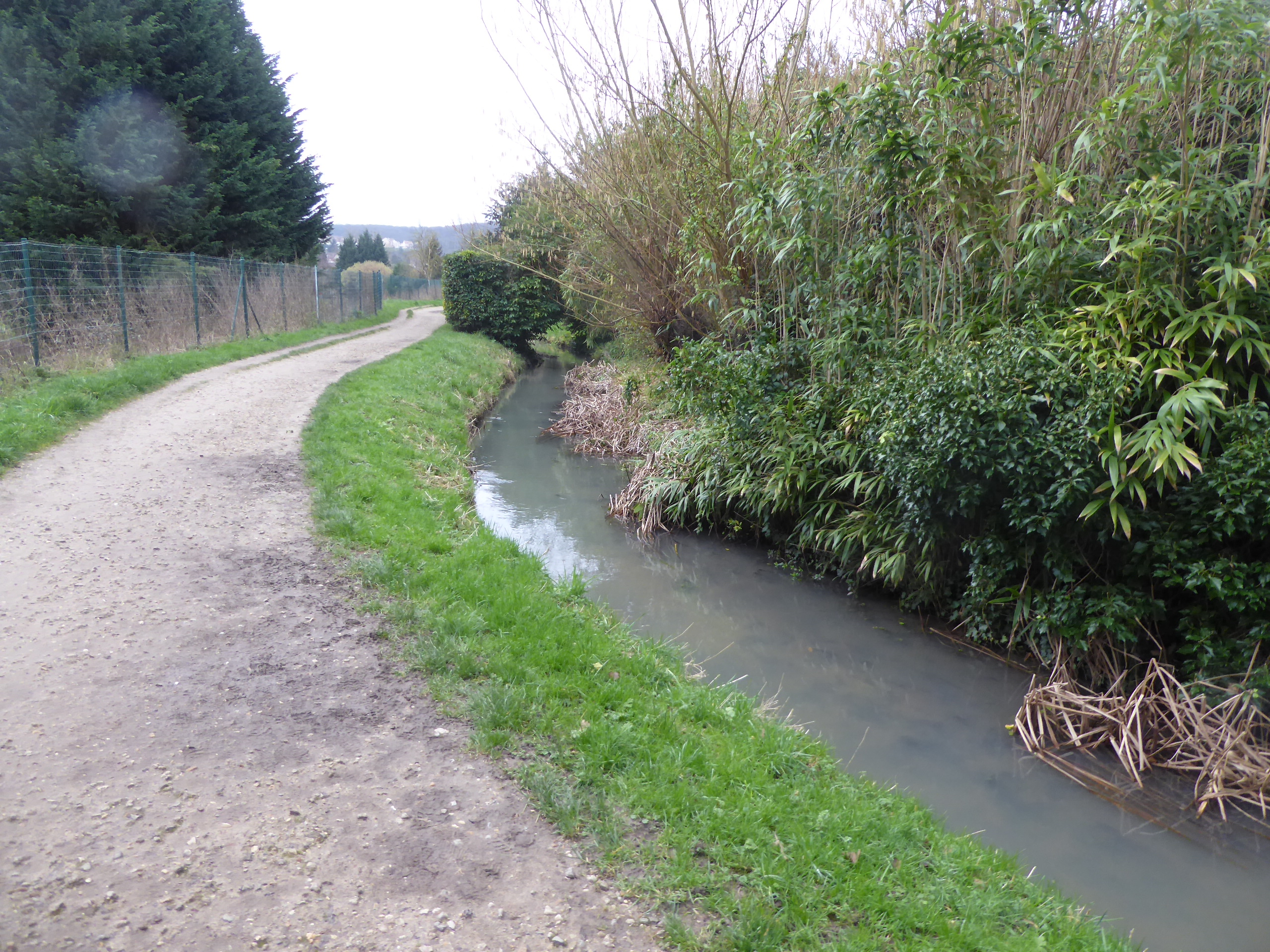
Chemin le long du bras vif.
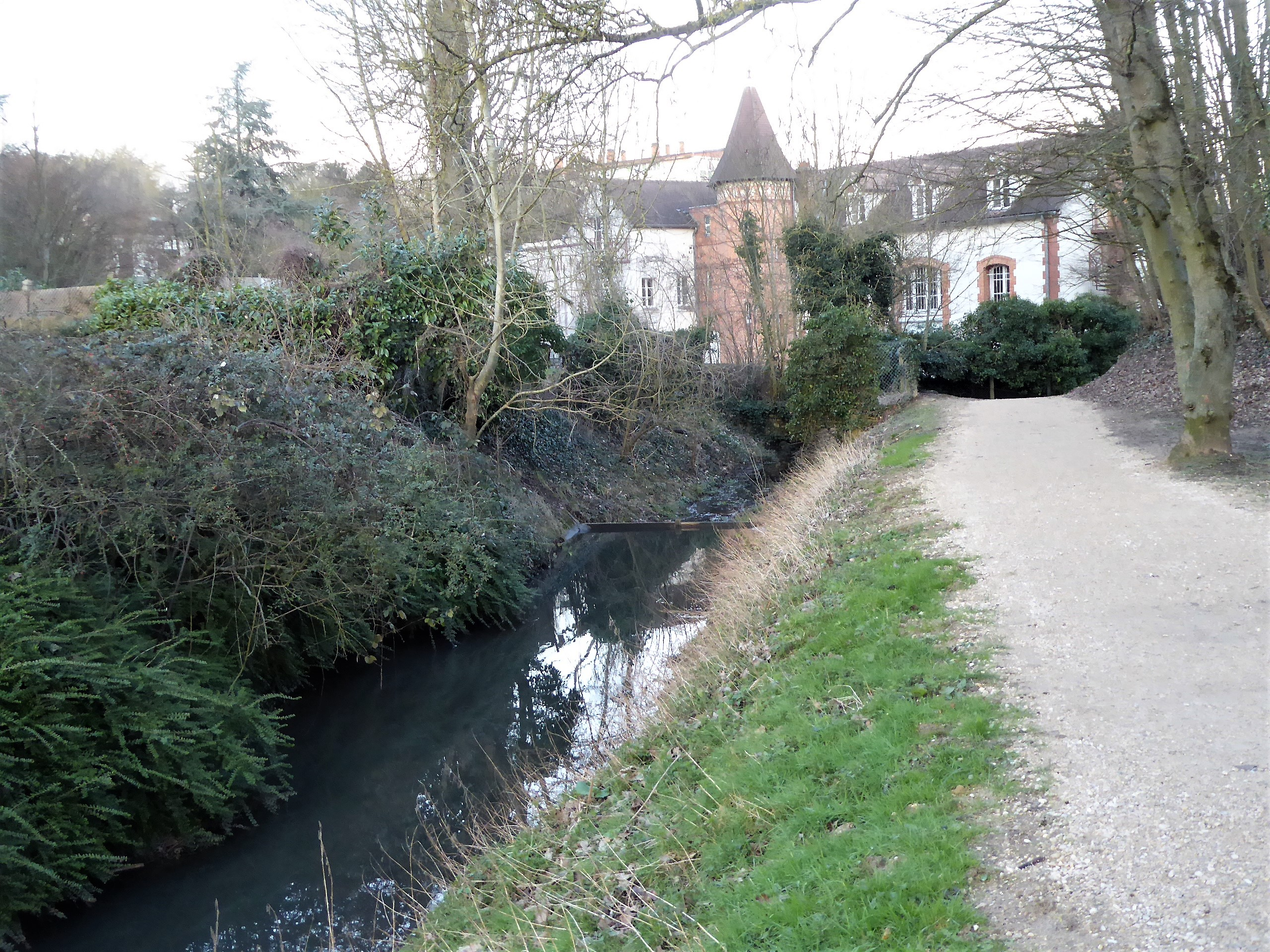
En amont du moulin de Grais.
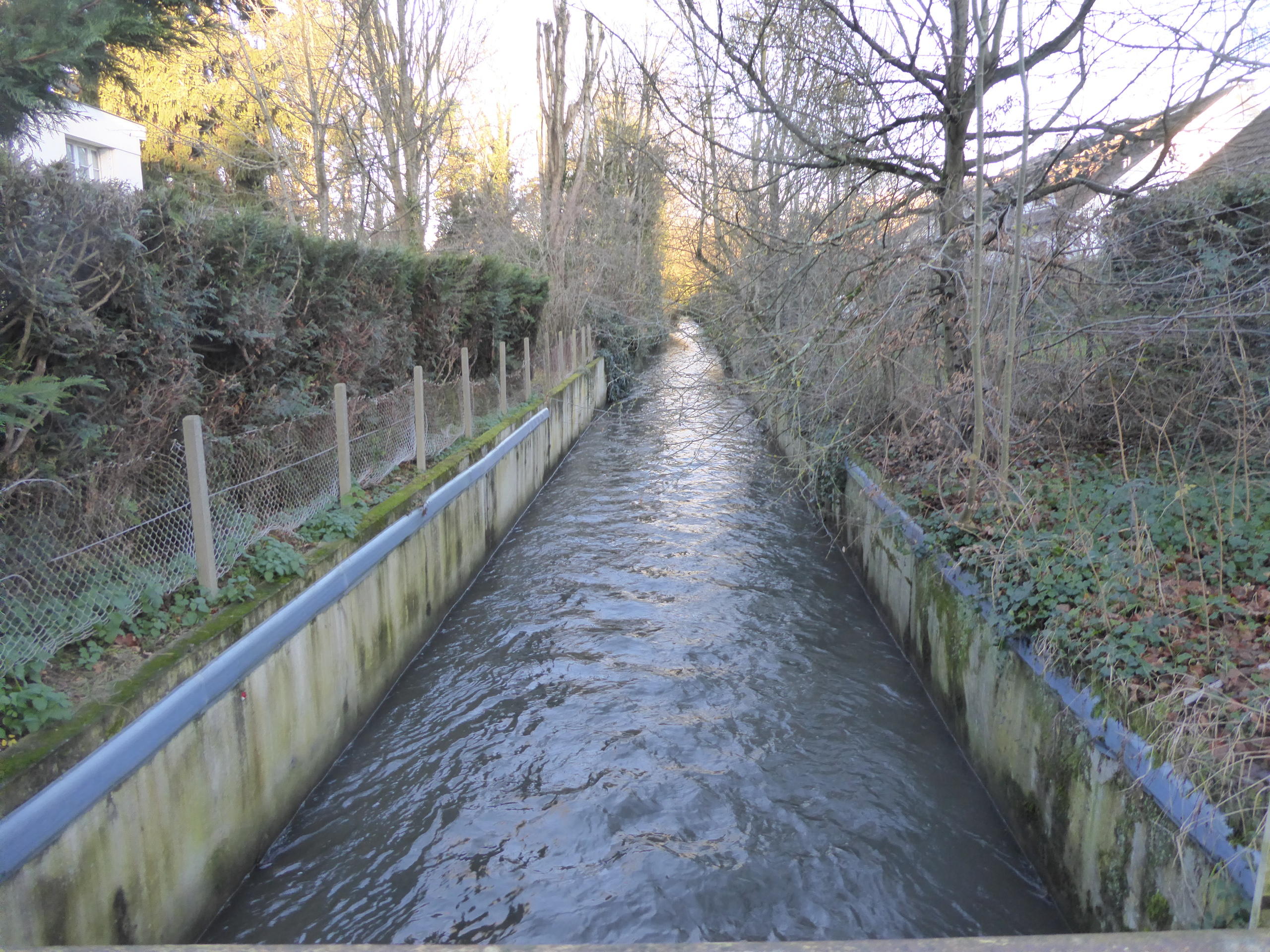
La Bièvre à Verrières près de la limite d'Antony.

Au nord-est, la limite avec Antony est matérialisée par le cours du ru des Godets, affluent de la rive gauche de la Bièvre qui rejoint la rivière dans le parc Heller à Antony. Il alimente un petit étang dans le quartier de la Noisette. 
Dans le quartier du parc un lac artificiel a été aménagé vers 1900 lors du lotissement du château de Migneaux. Ce plan d'eau a été réaménagé en 2011. 
Dans la forêt, quatre mares sont disposées en bordure des allées tracées au XVIIe siècle, notamment la mare à Chalot sur la route de la Châtaigneraie, d’autres mares recueillent les eaux de ruissellement à Vaupéreux ; un petit étang est alimenté par la rivière au lieu-dit le Salvert.

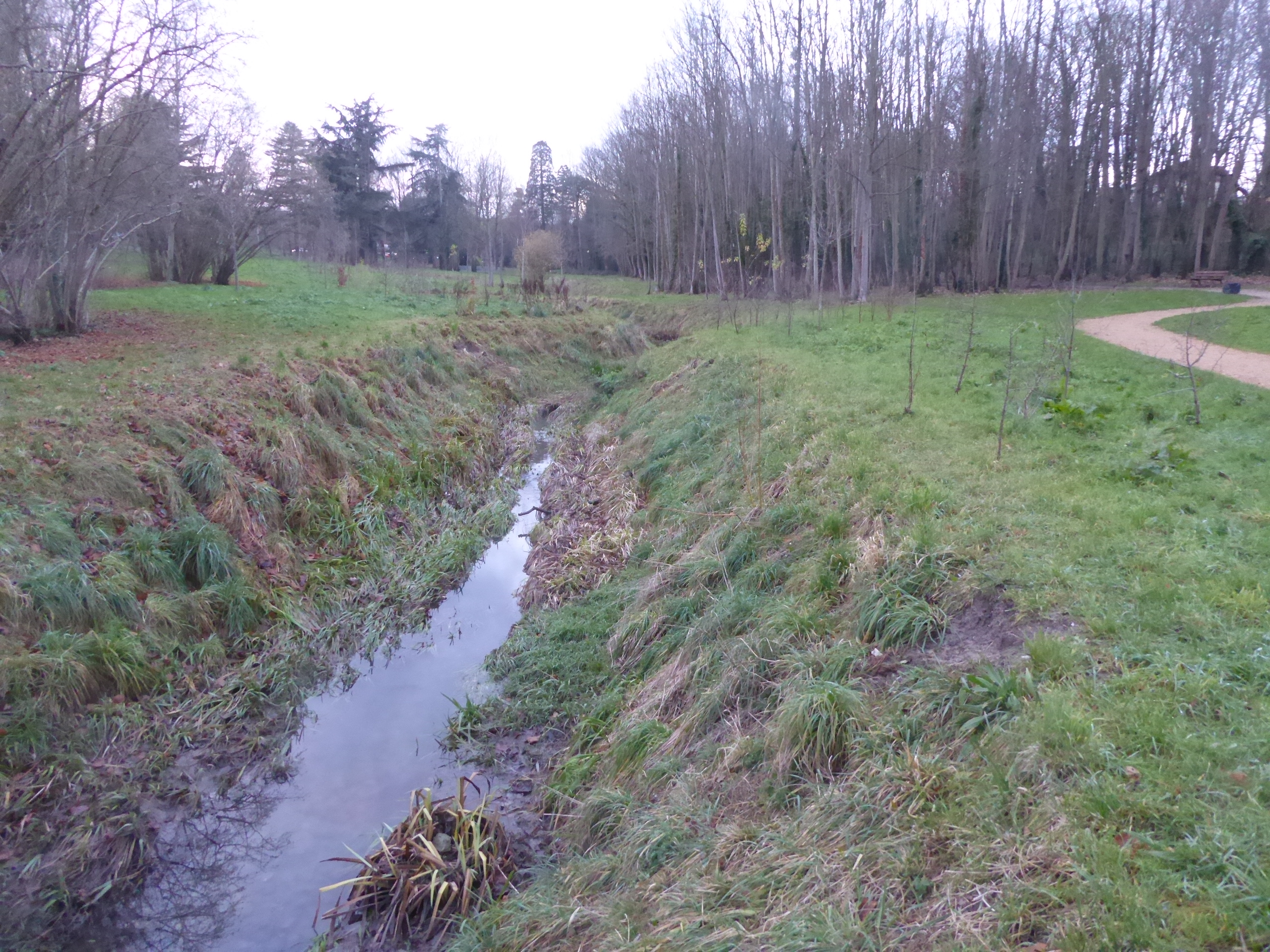
Le ru des Godets dans le parc de la Noisette.
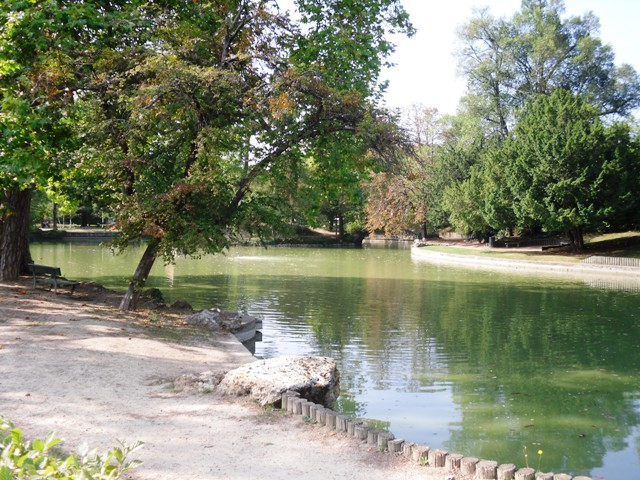
Le lac de Verrières.

### Relief
Verrières-le-Buisson est implantée à l’extrémité sud-est du plateau de Villacoublay et sur le versant nord de la vallée de la Bièvre, qui y forme une boucle de l’ouest au nord-est. 
Le territoire communal s’étage entre 174 mètres au nord-ouest (carrefour de l’Obélisque dans la forêt) et 52 mètres à l’extrême est sur le cours de la Bièvre dans le parc du Breuil.
La pente est assez douce puisque trois kilomètres séparent le point culminant du point le plus bas. La déclivité est plus marquée sur le versant sud (resté boisé), puisque le point bas en bord de Bièvre à Vaupéreux est situé à soixante-seize mètres d’altitude[pas clair], soit cent mètres plus bas que l’obélisque à deux kilomètres de distance.

### Géologie
Caractéristique du Bassin parisien, le sous-sol est composé de strates sédimentaires de sable de Fontainebleau et de meulière, de marne gypseuse reposant sur du calcaire, strates mises au jour lors des travaux de creusement de la tranchée de la LGV Atlantique.

### Habitat
| Logements                                        | Nombre en 2016 | % en 2016 | nombre en 2011 | % en 2011 |
| ------------------------------------------------ | -------------- | --------- | -------------- | --------- |
| Total                                            | 6 538          | 100 %     | 6 439          | 100 %     |
| Résidences principales                           | 6 103          | 93,4 %    | 6 083          | 94,5 %    |
| → Dont HLM                                       | 965            | 15,8 %    | 755            | 12,4 %    |
| Résidences secondaires et logements occasionnels | 89             | 1,4 %     | 43             | 0,7 %     |
| Logements vacants                                | 346            | 5,3 %     | 313            | 4,9 %     |
| Dont :                                           |                |           |                |           |
| → maisons                                        | 3 465          | 53,0 %    | 3 465          | 53,8 %    |
| → appartements                                   | 2 976          | 45,5 %    | 2 881          | 44,7 %    |

### Climat
Pour des articles plus généraux, voir Climat de l'Île-de-France et Climat de l'Essonne.
En 2010, le climat de la commune est de type climat océanique dégradé des plaines du Centre et du Nord, selon une étude du CNRS s'appuyant sur une série de données couvrant la période 1971-2000. En 2020, Météo-France publie une typologie des climats de la France métropolitaine dans laquelle la commune est exposée à un climat océanique altéré et est dans la région climatique  Sud-ouest du bassin Parisien, caractérisée par une faible pluviométrie, notamment au printemps (120 à 150 mm) et un hiver froid (3,5 °C). 
Pour la période 1971-2000, la température annuelle moyenne est de 11,3 °C, avec une amplitude thermique annuelle de 15,2 °C. Le cumul annuel moyen de précipitations est de 663 mm, avec 11,3 jours de précipitations en janvier et 7,9 jours en juillet. Pour la période 1991-2020, la température moyenne annuelle observée sur la station météorologique la plus proche, située sur la commune d'Épinay-sur-Orge à 9 km à vol d'oiseau, est de 11,5 °C et le cumul annuel moyen de précipitations est de 694,4 mm,. Pour l'avenir, les paramètres climatiques de la commune estimés pour 2050 selon différents scénarios d'émission de gaz à effet de serre sont consultables sur un site dédié publié par Météo-France en novembre 2022.

### Voies de communication et transports

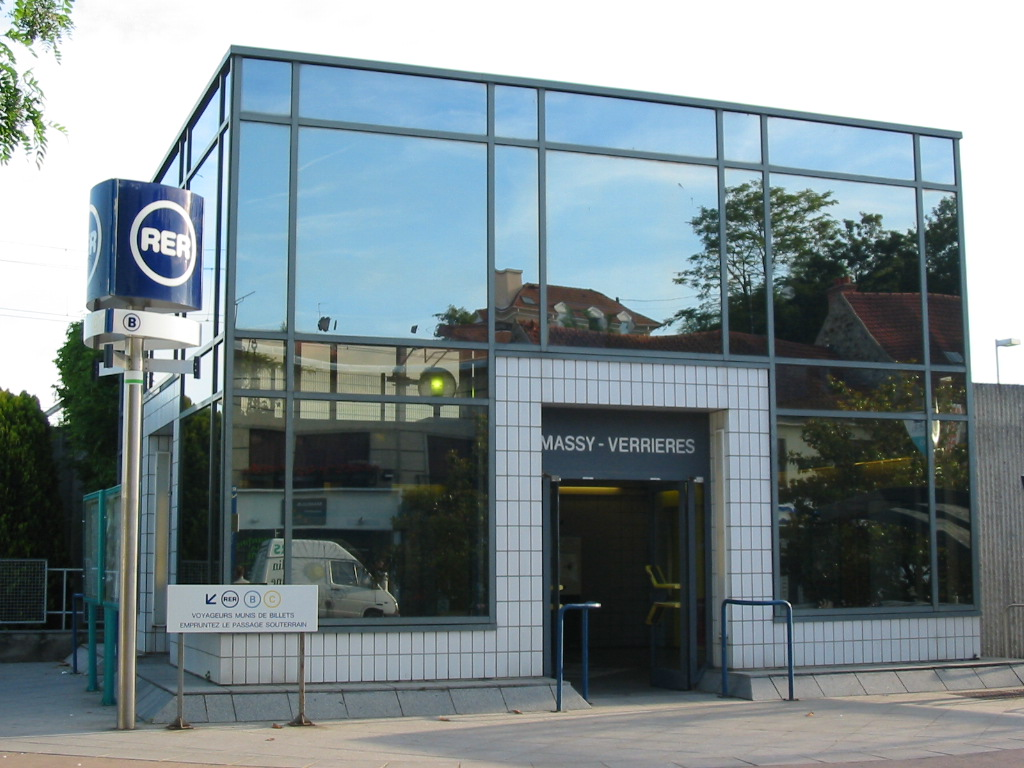
La gare de Massy - Verrières.

La commune est desservie de façon indirecte par les réseaux de transport.

#### Routes
Au nord, l’autoroute A86, qui fait un court passage à Verrières-le-Buisson, est accessible par l'échangeur no 28 situé à Châtenay-Malabry. 
À l’ouest, suivant le val de la Sygrie, la route nationale 118, qui fait elle aussi un bref passage sur le territoire communal, est accessible par  l’échangeur 6a situé à Bièvres et qui dessert alors le hameau de Vaupéreux. 
Au sud, la vallée de la Bièvre accueille le tracé de la route départementale 60 qui marque, comme la rivière, la frontière avec Massy.

#### Chemin de fer
Les infrastructures ferroviaires utilisent aussi le relief pour se frayer un passage : le territoire est traversé dans sa partie est, en souterrain par la LGV Atlantique avant son arrivée depuis Paris en gare de Massy TGV. Hors du territoire, la ligne B du RER d'Île-de-France, qui utilise l'infrastructure de l'ancienne ligne de Sceaux, passe à proximité du parc du Breuil et la ligne C, qui utilise la ligne de Grande Ceinture, forme une boucle venant de Bièvres et se dirigeant vers Antony.
Implantée à Massy, la gare de Massy - Verrières est dédiée à la desserte du centre-ville tandis qu’à l’ouest, la gare d'Igny est utilisée par les habitants des hameaux d’Amblainvilliers et Vaupéreux.
À l’extrême est du territoire, la coulée verte du sud parisien est aménagée au-dessus de la tranchée de la LGV Atlantique.

#### Lignes d'autobus
Les réseaux d’autobus complètent l’offre de transport en commun avec cinq arrêts sur la ligne Noctilien N63 assurant la continuité de service nocturne du réseau RER, neuf arrêts sur la ligne 196 du réseau de bus RATP et onze stations sur la ligne 294 du réseau de bus RATP et la ligne 408 du réseau de bus de la Bièvre.

#### Aéroports
La commune est en outre implantée à seulement neuf kilomètres à l’ouest de l’aéroport Paris-Orly et onze kilomètres à l’est de l’aérodrome de Paris-Saclay-Versailles destiné à l’aviation légère et d’affaires. 
Elle est située à trente-six kilomètres au sud-ouest de l’aéroport Paris-Charles-de-Gaulle.

## Urbanisme
L’espace urbain est concentré sur la moitié est du territoire et séparé d’écarts implantés au sud en bordure de rivière. L’urbanisation et le lotissement relativement récents de la commune ont organisé le territoire en plusieurs quartiers pavillonnaires et résidentiels.

### Typologie
Au 1er janvier 2024, Verrières-le-Buisson est catégorisée grand centre urbain, selon la nouvelle grille communale de densité à sept niveaux définie par l'Insee en 2022.
Elle appartient à l'unité urbaine de Paris, une agglomération inter-départementale regroupant 407  communes, dont elle est une commune de la banlieue,,. Par ailleurs la commune fait partie de l'aire d'attraction de Paris, dont elle est une commune du pôle principal,. Cette aire regroupe 1 929 communes,.

### Occupation des sols
Le tableau ci-dessous présente l'occupation des sols détaillée de la commune en 2018, telle qu'elle ressort de la base de données européenne d’occupation biophysique des sols Corine Land Cover (CLC).
| Type d’occupation                                              | Pourcentage | Superficie (en hectares) |
| -------------------------------------------------------------- | ----------- | ------------------------ |
| Tissu urbain discontinu                                        | 42,7 %      | 427                      |
| Zones industrielles ou commerciales et installations publiques | 2,6 %       | 26                       |
| Espaces verts urbains                                          | 2,0 %       | 20                       |
| Forêts de feuillus                                             | 52,7 %      | 526                      |
| Source : Corine Land Cover                                     |             |                          |

### Lieux-dits, écarts et quartiers
Verrières-le-Buisson est composée de deux espaces distincts d’habitat, le bourg à l’est et l’écart au sud-ouest, constitué des hameaux d’Amblainvilliers, Le Salvert, Marienthal et Vaupéreux.
Les quartiers créés par les lotissements successifs empruntent pour la plupart le nom des anciennes propriétés ou lieux-dits avec d’ouest en est : les Rinsolles, le Moulin de Grais, le Trésor, le Moulin Migneaux, les Dauphines, les Cœurs, le Parc, les Graviers, la Ferme-Saint-Fiacre, la Noisette et le Tombeau de Molé.
Les résidences ont suivi le même principe avec la dénomination du Clos de Verrières en référence au parc du château de la famille d'Estienne d'Orves, le Parc occupant l’ancienne propriété des Cambacérès.
L’ancienne caserne du bois de Verrières, occupée par le centre national de la recherche scientifique est aujourd’hui une sorte d’enclave urbanisée dans le massif forestier.

## Toponymie
Le nom est mentionné pour la première fois au VIIIe siècle dans un acte de propriété de l’abbaye de Saint-Germain-des-Prés. 
On trouve les noms (en latin) de Verdrariæ au XIe siècle, Vedzariæ en 1027, Vitreriæ au XIIIe siècle, Verrarias en 1236, puis (en français) Voerrières au début du XVe siècle pour atteindre sa forme actuelle au XVIe siècle.
En 1790, la commune est créée sous le nom de Verrieres. C'est en 1801 qu'est ajouté l’accent grave, afin de conformer l'orthographe à la prononciation.
L'adjonction de l'appellatif « le-Buisson » a aussi lieu en 1801, en référence à l’importante forêt communale, reprenant un usage mentionné pour la première fois sous le règne de Louis XIV.
L'origine du nom de la commune est sans doute liée à l'existence au haut Moyen Âge d’une villa rustica située sur le territoire de l’actuel centre-ville et appelée Villa Vedrarias[réf. nécessaire], probablement[réf. nécessaire] du nom de son fondateur.
L’hypothèse rapprochant le nom de la commune d’une activité d’verrière est peu plausible, étant donné qu'elle n'est attestée ni par des mentions textuelles, ni par des vestiges archéologiques.

## Histoire

### Préhistoire et Antiquité
La découverte dans le bois de Verrières de vestiges d’ateliers du Paléolithique et du Néolithique atteste la présence humaine sur le territoire dès cette époque. 
Plus à l’est, à la frontière avec Bièvres en bordure de la Sygrie, ont été découverts les restes d’une villa rustica gallo-romaine.
En 543, le roi mérovingien Childebert Ier fait don de la Villa Vedrarias à l'abbaye de Saint-Germain-des-Prés, récemment créée.

### Moyen Âge

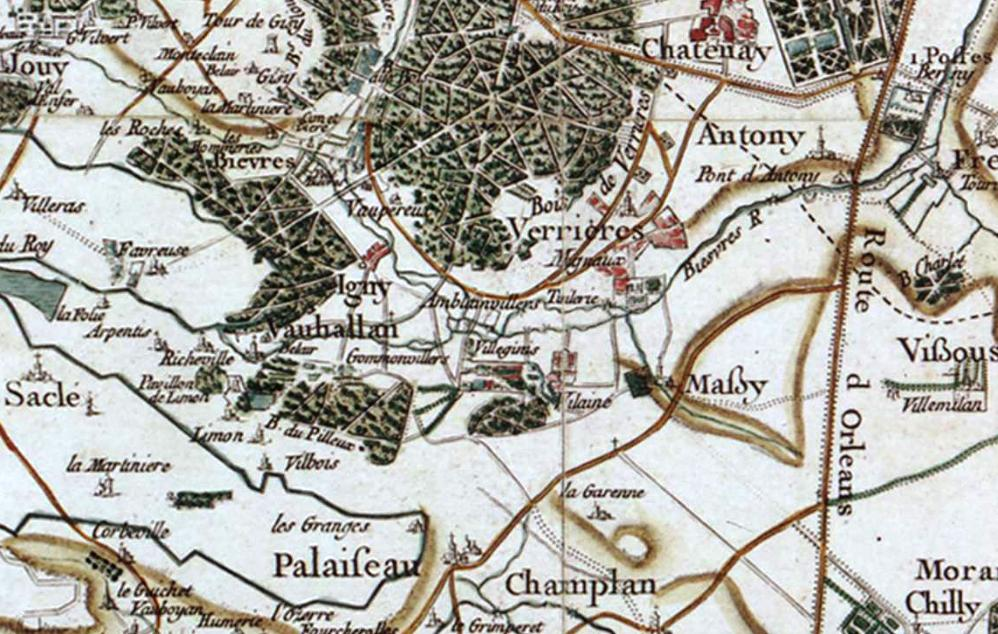
Carte de la région de Verrières-le-Buisson au XVIIe siècle par Cassini.

#### Une possession de l'abbaye de Saint-Germain-des-Prés
La première mention écrite de Verrières-le-Buisson daterait de l’an 806. Une Villa Vedrarias était alors attachée au domaine d’Antony, possession de l’abbaye de Saint-Germain-des-Prés ; c'est pourquoi Verrières est l'objet de la Breve de Vedrariis dans le polyptyque d'Irminon. 156 ménages vivent alors sur le finage du domaine, dont 300 hectares sont des terres labourables, 40 hectares des prés et 35 hectares sont plantés de vignes. La forêt, mentionnée dès les origines de Verrières, était aussi en grande partie propriété de l’abbaye. 
Les textes du Moyen Âge[Lesquels ?] mentionnent trois moulins sur la Bièvre. D’amont en aval, ces moulins étaient aux lieux-dits d’Amblainvilliers, de Grès (Grais)[pas clair] et de Migneaux.
Sur le plan religieux, Verrières dépend de la paroisse d'Antony, jusqu’à la fin du XIIe siècle : en 1177, elle est érigée en paroisse par le pape Alexandre III à la suite de l’édification de son église, placée sous le patronage de Sainte-Anne. 
En 1248, l'abbé Thomas de Mauléon affranchit du servage les habitants de ses domaines d’Antony et de Verrières en échange d’un lourd tribu.

#### La guerre de Cent Ans
Le village de Verrières subit les aléas de l’histoire de l’Île-de-France. La guerre de Cent Ans lui vaut plusieurs pillages et destructions, en 1358 (occupation par les troupes anglaises, en 1411 et en 1417. 
En 1358, Amblainvillers devait être un lieu très important. En effet en octobre 1358 les garnisons anglaises qui se trouvaient autour de Paris, allèrent, disent les chroniqueurs de Saint-Denis, « prendre une forte maison, à trois lieues de Paris, appelée Amblainvilliers ». Paris envoya des troupes pour la reprendre, mais ce fut sans succès. Elle fut par la suite achetée par les Anglais et abattue.[pas clair]
En 1360, le roi Jean le Bon fait démanteler la place forte de Massy-Verrières[pas clair]. 

### Temps modernes
Les guerres de religion occasionnent de nouveau des dégâts. En 1562 l’église est incendiée par les troupes protestantes de Louis II de Bourbon-Condé.
En 1630, Louis XIII y fait établir deux routes dans la forêt, l’une d’ouest en est de Villacoublay à Verrières, l’autre du nord au sud, de Châtenay-Malabry à Amblainvilliers. 
Elle séduit Louis XIV qui s’y rend parfois pour la chasse et qui l'achète en 1682, en faisant une forêt royale qui est devenue une forêt domaniale.
Un dénombrement des habitants de la paroisse en 1725 recense cent cinquante-trois feux, environ six-cent quatre-vingt-dix habitants. 

### De la Révolution auXIXesiècle
En 1790, la commune comprend deux cent deux feux (neuf cent treize habitants). Trente-deux d’entre eux signent en 1789 le « cahier des doléances, plaintes et remontrances des habitants de la paroisse de Verrières-le-Buisson ». Ce cahier, pour sa partie locale, énumère quelques griefs et demandes, tels « la clôture en mur du Bois de Verrières » pour éviter les dégradations des animaux « fauves et lapins » sur les récoltes, la suppression des barrières d’octroi grevant la circulation entre Verrières-le-Buisson et la route de Paris à Orléans.
En 1815, à la tête de la cavalerie, le général Exelmans fit mouvement en bordure du bois de Verrières contre les troupes alliées de la Septième Coalition qui menaçaient Paris et sortit vainqueur de l'affrontement le 1er juillet 1815.

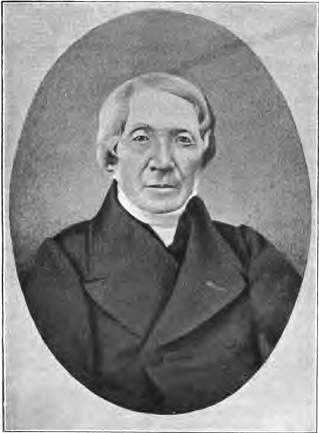
Philippe-André de Vilmorin, fondateur des établissements du même nom.

En 1802, la collection de pommes de terre d’Antoine Parmentier fut transportée chez son ami Philippe de Vilmorin. En 1815 aussi eut lieu le premier achat de terres agricoles par l’entreprise grainetière Vilmorin-Andrieux. Le domaine s’agrandit et la famille Lévêque de Vilmorin s’installa à Verrières-le-Buisson. Aux bâtiments résidentiels qu’elle fit construire, s’ajoutèrent de grands édifices d’exploitation, dont l’horloge réglait le travail quotidien des ouvriers agricoles et des employés des services d’expérimentation. La société Vilmorin-Andrieux fut, jusqu’aux années 1950 le plus important employeur local. La famille consolida son statut social par la prise de responsabilités au sein de la commune : trois maires de Verrières, en sont issus. Durant la première moitié du vingtième siècle les terrains « Vilmorin », des champs d’exploitation et d’expérimentation formèrent frontière entre les proches communes du département de la Seine (Châtenay-Malabry, Antony) et préserva le bourg rural de l’urbanisation. Ces terrains furent vendus en 1964.
En 1821, l’église bénéficia de nombreux travaux de réfection, puis en 1857, le cimetière fut déplacé. Un autre événement d’importance intervint en 1854. Le chemin de fer de Paris à Sceaux fut prolongé entre Bourg-la-Reine et Orsay. Originellement appelée gare de Massy, la station qui desservait Verrières-le-Buisson devint gare de Massy-Verrières en 1900. La gare des voyageurs jouxtait une gare de marchandises située sur le chemin de fer de la grande ceinture. Un service de voitures à cheval menait les voyageurs de la gare jusqu’au centre-ville.
Après la guerre de 1870-1871, les autorités politiques et militaires décidèrent de construire un dispositif de défense autour de Paris. En 1875, grâce au don du duc de Cambacérès, un nouveau clocher fut élevé. Entre 1875 et 1879 un ensemble de six forts fut bâti, desservis par des routes militaires. L’ensemble couvrait près du dixième de la superficie totale du bois de Verrières. En arc de cercle autour d’un réduit central, cinq batteries furent construites : batterie des Gâtines, d’Igny, de Bièvres, de la Châtaigneraie, du Terrier. Munis d’une garnison, ils ne furent cependant d’aucune utilité militaire ni en 1914, ni en 1940. Tous furent déclassés en 1946 et la plupart, envahis par la végétation, devinrent des terrains d’aventure et de jeu pour les promeneurs. Toutefois deux de ces équipements furent repris par des organismes civils. L’un d’entre eux, le fort des Gâtines avait été utilisé durant la Seconde Guerre mondiale par l’armée allemande pour des essais de propulseurs et du stockage de matériels. Après 1945, il servit aux sociétés aéronautiques françaises pour y expérimenter des matériels. Actuellement, il est occupé par un centre de congrès, en bordure sud par un poney club. 
L’usine Sud-Aviation, puis SNIAS, dépendante du centre de recherches de Châtillon succéda à l’entreprise Vilmorin-Andrieux comme principal employeur local. 
Au centre de cet ensemble de fortifications, le réduit de Verrières utilisé par des services du centre national de la recherche scientifique jusqu’en 2012 est actuellement une propriété privée.

### Croissance de l'avant-guerre
L’évolution de la commune de Verrières-le-Buisson fut celle de toute la région parisienne. Les champs, les vergers et terres de maraîchage, les grandes propriétés ont fait place aux résidences d’une population dont l’emploi est très majoritairement hors de la commune. Depuis les lendemains de la Première Guerre mondiale, les lotissements se sont succédé. Des zones de pavillons jouxtaient un habitat de petits immeubles collectifs jusqu’en 1964. Durant les deux décennies suivantes, la vente de vastes propriétés (Parc du château d’Estienne d’Orves et champs de la société Vilmorin) et la construction de grands ensembles immobiliers, avec des tours élevées, ne fut pas sans conséquence sur l’aspect visuel de la petite ville. Depuis lors, les municipalités se sont attachées à préserver l’espace urbain de l’envahissement de nouvelles constructions massives et à rénover l’ancien tissu villageois en lui gardant certains aspects des anciens villages d’Île-de-France. Les événements de l’histoire nationale ont une répercussion au niveau local.
La Première Guerre mondiale mobilisa, ici comme ailleurs, les hommes en âge de porter les armes. Inauguré en 1922, le monument aux morts de Verrières-le-Buisson porte, gravés contre l’oubli, les noms des quatre-vingt-cinq Verriérois morts entre 1914 et 1918.
En 1936, ici comme ailleurs, le Front populaire fut une période d’espoir pour une partie des « classes laborieuses ». Durant les grèves de 1936, les ouvriers travaillant aux nombreux chantiers de construction firent parfois grève sur le tas. Les élections législatives de mai 1936 avaient eu pour résultat de désigner un député communiste sur la circonscription de Versailles sud. À Verrières-le-Buisson même, bien que devancé par le candidat de droite, le futur élu, Jean Duclos, frère du dirigeant national du PCF Jacques Duclos rassemblait au second tour du scrutin plus de 44 % des suffrages. Son électorat était constitué de nombreux ouvriers travaillant dans les usines de la banlieue sud-ouest de Paris, et particulièrement par les terrassiers et autre manœuvres des métiers du bâtiment des multiples chantiers ouverts du fait de l’urbanisation. Souvent d’origine bretonne, déracinés et durs au mal, jeunes, ceux-ci trouvèrent localement à Verrières-le-Buisson et à Igny dans le syndicalisme et le parti communiste, des structures de socialisation. À celles déjà énoncées s’ajoutait une association, relativement importante à Verrières-le-Buisson, celle des « Bretons émancipés », dirigée par un ouvrier terrassier-mineur, Eugène Le Foulgocq. Après la guerre de 1939-1945, le groupe des Bretons de Verrières-le-Buisson fut l’une des plus importantes « sections » de l’association des Bretons d’Île-de-France.

### La Seconde Guerre mondiale

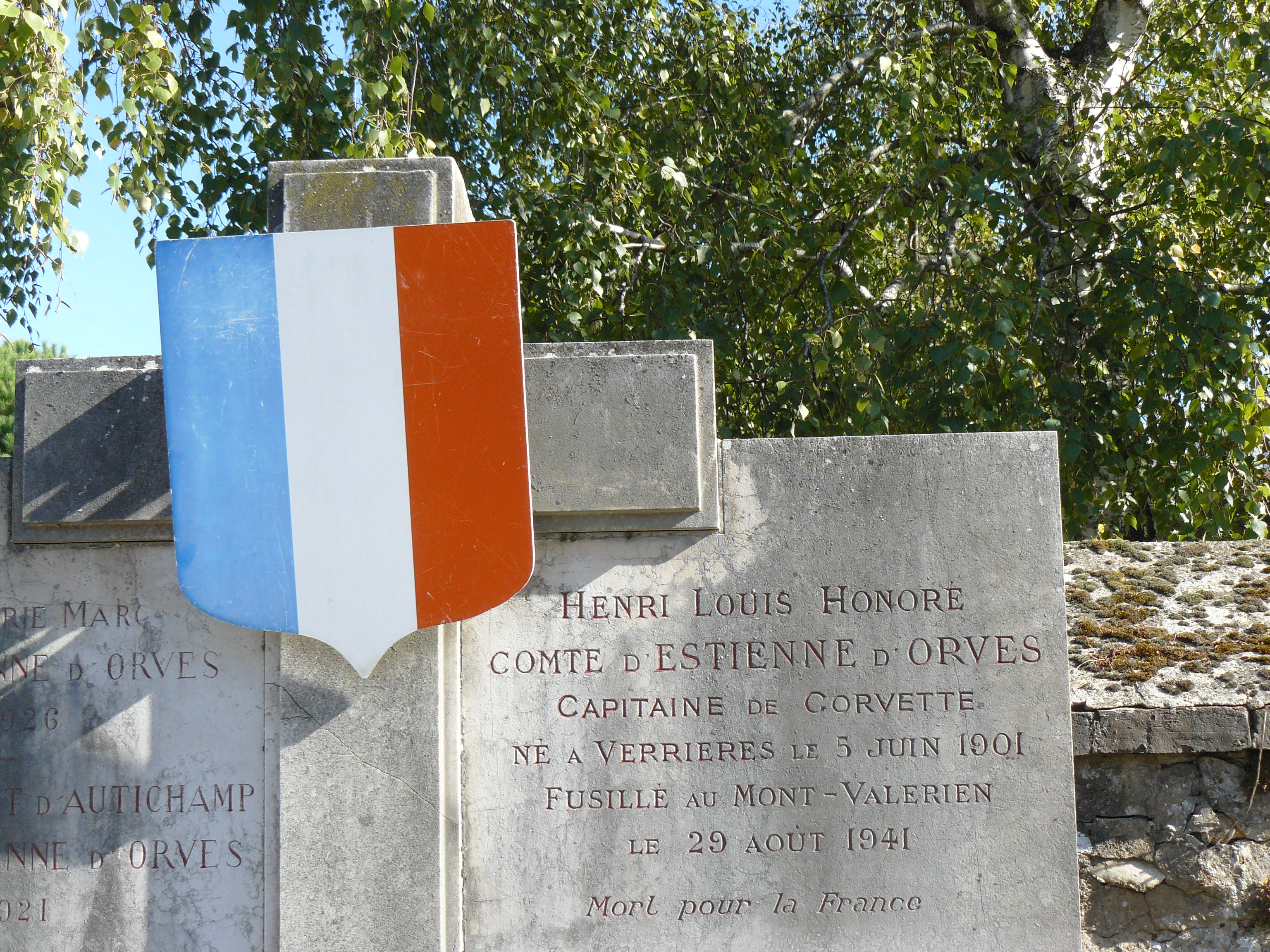
Sépulture d'Honoré d'Estienne d'Orves, au cimetière de Verrières-le-Buisson.

La Seconde Guerre mondiale eut des conséquences certaines pour la population. Les événements militaires de 1939-1940 puis les combats en 1943-1945 pour la libération du territoire entraînèrent la mort de douze Verriérois. Meurtriers furent en 1944 les bombardements par l’aviation alliée des infrastructures ferroviaires de la gare de triage de Massy-Palaiseau : huit Verriérois y furent tués. Six autres sont morts en déportation. La défaite militaire entraîna vers les camps de prisonniers en Allemagne plus de deux cents hommes. La résistance à l’envahisseur est symbolisée à Verrières par le combat et la mort sous les balles allemandes le 29 août 1941 d’Honoré d'Estienne d'Orves, natif de Verrières-le-Buisson. Les combats de la Libération furent fatals au jeune neveu de celui-ci, David Regnier, tué le 20 juin 1944.
Difficile à évaluer, l’action résistante à Verrières-le-Buisson, où des troupes allemandes stationnèrent jusqu’en 1942, fut multiforme : hébergement d’israélites, diffusion de la presse clandestine, établissement de faux-papiers, sabotages opérés dans la région.

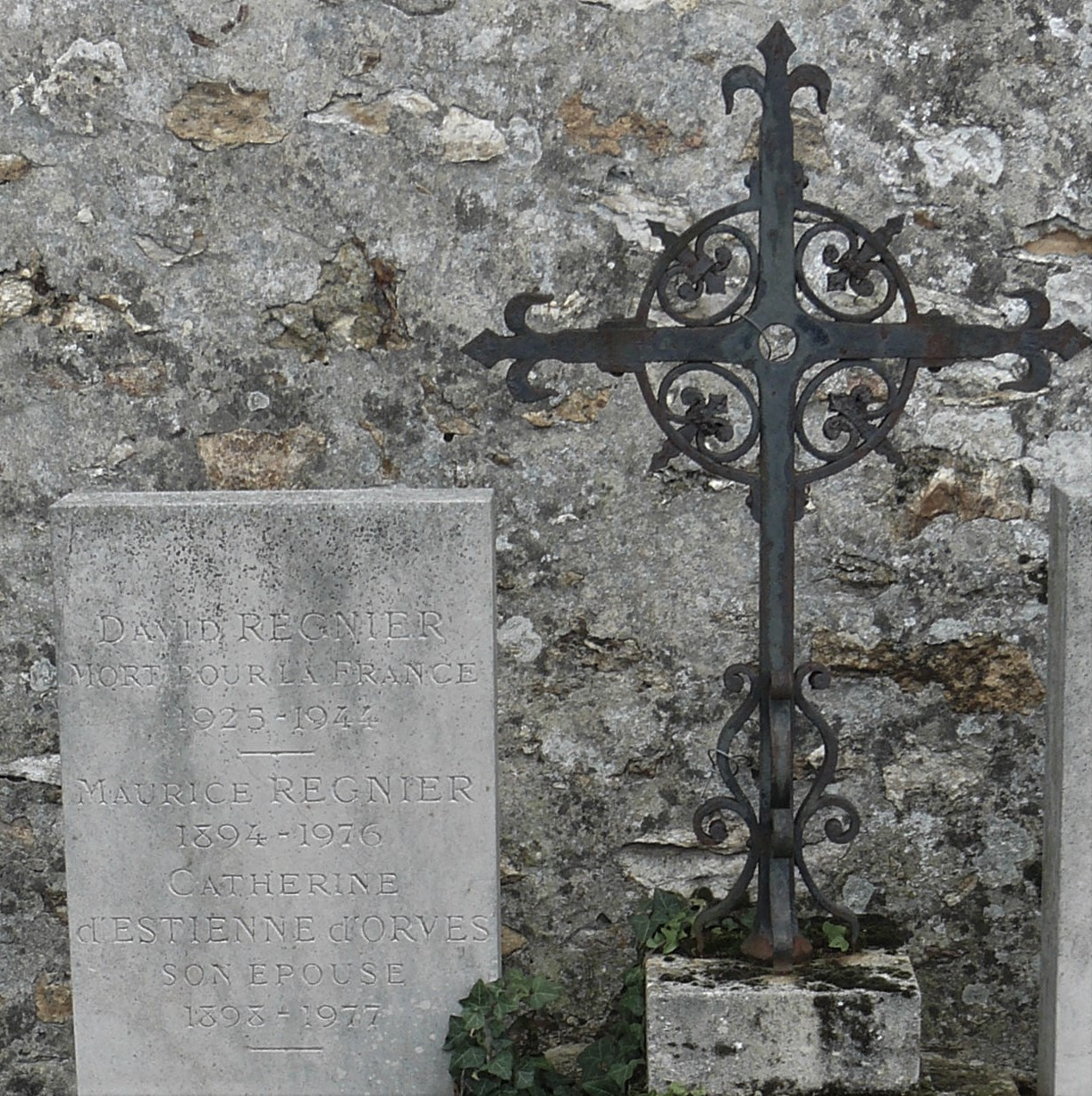
Sépulture de David Regnier

Quatre Verriérois se distinguèrent durant cette période trouble par leur humanité en aidant des Juifs : Olivier et Roger de Vilmorin, Camille et Germain Lecureur qui reçurent tous les quatre le titre de Juste parmi les nations par le comité pour Yad Vashem,,.
Une des actions les plus notables consista le 14 juillet 1944 en une manifestation préparée et menée par les organisations se situant dans la mouvance du Parti communiste. Selon les témoignages, une petite foule forte de soixante à quatre-vingts personnes, encadrée par les FFI, se réunit ce jour-là au cimetière de Verrières-le-Buisson : la tombe d’Honoré d'Estienne d'Orves fut fleurie et des drapeaux tricolores furent déployés par les participants qui manifestèrent dans quelques rues avant de se disperser. À la fin du mois d’août 1944, la municipalité accueillit en son sein, les représentants de la résistance active dont les président et vice-président du comité local de libération, tous deux membres du Parti communiste français Louis Voyer et Marcel Giraud. Les élections municipales d’avril 1945 donnèrent la victoire à ceux-ci, qui avaient constitué une très large coalition politique. Cette municipalité à direction communiste, épisode isolé dans l’histoire locale, fut battue en octobre 1947.
Dès le 18 novembre 1944 le conseil municipal décide de nommer deux voies de la commune du nom de résistants de Seine-et-Oise. La Rue de Paris devient Rue d'Estienne-d'Orves et la Route de Palaiseau devient Avenue Gabriel-Péri. En juin 1946, la Rue du Chemin-de-fer devient Rue Pierre-Brossolette.

### Les Trente glorieuses
À partir de 1956 furent élevés les premiers logements HLM puis en 1962 fut entreprise la construction du vaste grand ensemble du Clos, comprenant quatre cent quarante six logements et trois tours de quinze étages. En 1972 fut vendue la dernière ferme d’Amblainvilliers.
Entre 1961 et 1986, six écoles furent élevées pour répondre aux besoins des nouvelles familles s’installant dans la commune. En 1975, la ville se dota d’un centre culturel dans les anciens communs du château Vilmorin et d’une salle des fêtes à proximité du vieux colombier. En 1975 toujours, la commune fit l’acquisition de l’arboretum municipal. Le 24 novembre 1976, la commune fut placée sous le feu des projecteurs à l’occasion des obsèques de l’ancien ministre de la Culture André Malraux.

## Politique et administration

### Rattachements administratifs et électoraux
Antérieurement à la loi du 10 juillet 1964, la commune faisait partie du département de Seine-et-Oise. La réorganisation de la région parisienne en 1964 fit que la commune appartient désormais au département de l'Essonne et son arrondissement de Palaiseau, après un transfert administratif effectif au 1er janvier 1968.
La commune, initialement rattachée au canton de Jouy, en 1793, a ensuite fait partie du canton de Palaiseau jusqu'en 1967, année où il a été scindé pour permettre la création du canton de Bièvres, auquel la commune a été rattaché jusqu'en 2015. Dans le cadre du redécoupage cantonal de 2014 en France, la commune fait désormais partie du canton de Gif-sur-Yvette.
L’organisation juridictionnelle rattache les justiciables verriérois au tribunal d’instance de Palaiseau, au conseil de prud’hommes de Longjumeau, et aux tribunaux judiciaire et de commerce d’Évry tous dépendants de la cour d'appel de Paris.

### Intercommunalité
La commune fut membre de 2004 à 2015 de la communauté d'agglomération des Hauts-de-Bièvre qui regroupait sept communes dont deux seulement dans le département de l’Essonne. Cette intercommunalité a été dissoute le 31 décembre 2015, compte tenu de la création de la Métropole du Grand Paris le 1er janvier 2016.
La commune adhère depuis à la communauté d'agglomération Communauté Paris-Saclay qui regroupe vingt-sept communes.
En 2019, La commune est également membre du syndicat intercommunal pour le gaz et l'électricité en Île-de-France (SIGEIF), au Forum métropolitain du Grand Paris, au Syndicat Autolib' et Vélib' Métropole, au syndicat intercommunal de l'amont de Bièvre, au syndicat intercommunal pour l’enfance inadaptée (SIEI), au syndicat intercommunal pour la création et le fonctionnement d’un centre de montagne et au syndicat mixte pour l'assainissement de la vallée de la Bièvre (SIAVB)

### Tendances et résultats politiques
Élections présidentielles
Résultats des deuxièmes tours des élections présidentielles :
- Élection présidentielle de 2002 : 90,17 % pour Jacques Chirac (RPR), 9,83 % pour Jean-Marie Le Pen (FN), 85,51 % de participation[55].
- Élection présidentielle de 2007 : 58,77 % pour Nicolas Sarkozy (UMP), 41,23 % pour Ségolène Royal (PS), 88,67 % de participation[56].
- Élection présidentielle de 2012 : 55,04 % pour Nicolas Sarkozy (UMP), 44,96 % pour François Hollande (PS), 85,51 % de participation[57].
- Élection présidentielle de 2017 : 85,81 % pour Emmanuel Macron (EM), 14,19 % pour Marine Le Pen (FN), 78,97 % de participation[58].
- Élection présidentielle de 2022 : 80,39 % pour Emmanuel Macron (EM), 19,61 % pour Marine Le Pen (FN), 79,33 % de participation[59].

Élections législatives
Résultats des deuxièmes tours des élections législatives :
- Élections législatives de 2002 : 61,68 % pour Pierre Lasbordes (UMP), 38,32 % pour Stéphane Pocrain (Les Verts), 68,79 % de participation[60].
- Élections législatives de 2007 : 59,63 % pour Pierre Lasbordes (UMP), 40,37 % pour Maud Olivier (PS), 63,41 % de participation[61].
- Élections législatives de 2012 : 54,53 % pour Hervé Hocquard (UMP), 45,47 % pour Maud Olivier (PS), 64,26 % de participation[62].
- Élections législatives de 2017 : 64,12 % pour Cédric Villani (REM), 35,88 % pour Laure Darcos (LR), 52,47 % de participation[63].
- Élections législatives de 2022 : 61,63 % pour Paul Midy (ENS), 38,37 % pour Cédric Villani (NUP), 59,06 % de participation[64].
- Elections législatives de 2024: 64,45% pour Paul Midy (EPR), 35,55% pour Pierre Larrouturou (DG-NFP), 72,36% de participation[65] .

Élections européennes
Résultats des deux meilleurs scores des élections européennes :
- Élections européennes de 2004 : 23,88 % pour Harlem Désir (PS), 23,22 % pour Patrick Gaubert (UMP), 55,87 % de participation[66].
- Élections européennes de 2009 : 35,80 % pour Michel Barnier (UMP), 24,37 % pour Daniel Cohn-Bendit (Europe Écologie), 54,14 % de participation[67].
- Élections européennes de 2014 : 25,16 % pour Alain Lamassoure (UMP), 16,08 % pour Marielle de Sarnez (UDI-Modem), 53,04 % de participation[68].
- Élections européennes de 2019 : 38,58 % pour Nathalie Loiseau (LREM), 16,97 % pour Yannick Jadot (EÉLV), 63,34 % de participation[69].
- Elections européennes de 2024: 25,06% pour Valérie Hayer (REN), 17,42% pour Raphaël Glucksmann (PS-PP), 63,51% de participation[70] .

Élections régionales
Résultats des deux meilleurs scores communaux des élections régionales :
- Élections régionales de 2004 : 51,75 % pour Jean-François Copé (UMP), 42,41 % pour Jean-Paul Huchon (PS), 72,43 % de participation[71].
- Élections régionales de 2010 : 51,54 % pour Valérie Pécresse (UMP), 48,46 % pour Jean-Paul Huchon (PS), 55,84 % de participation[72].
- Élections régionales de 2015 : 55,89 % pour Valérie Pécresse (UD), 36,75 % pour Claude Bartolone (UG), 62,94 % de participation[73].
- Elections régionales de 2021: 53,89% pour Valérie Pécresse (UD), 24,97% pour Julien Bayou ( UG-ECO), 42,42% de participation[74]

Élections cantonales et départementales
Résultats des seconds tours :
- Élections cantonales de 2008 : 58,35 % pour Thomas Joly (DVD) élu au premier tour, 26,95 % pour Pierre Guyard (PS), 60,16 % de participation[75].
- Élections départementales de 2015 : 64,75 % pour Michel Bournat (UMP)-Laure Darcos (UMP), 35,25 % pour Yvan Lubraneski (PS)-Céline Ramstein (EÉLV), 47,38 % de participation[76].
- Elections départementales de 2021: 67,09% pour Michel Bournat et Laure Darcos (UD), 32,91% pour Serge Audinet et Sonia Roisin (UGE), 44,74% de participation[77].

Élections municipales
Résultats des seconds tours des élections municipales :
- Élections municipales de 2001 : 70,18 % pour Bernard Mantienne (UDF) élu au premier tour, 29,82 % pour Pierre Guyard (PS), 63,97 % de participation[78].
- Élections municipales de 2008 : 61,07 % pour Bernard Mantienne (UMP) élu au premier tour, 25,46 % pour Pierre Guyard (PS), 60,05 % de participation[79].
- Élections municipales de 2014 : 64,94 % pour Thomas Joly (UMP-UDI) élu au premier tour, 27,55 % pour Baptiste Fournier (PS), 58,49 % de participation

- Élections municipales de septembre 2019, à la suite du décès du maire Thomas Joly[80], et au premier tour : 52,23 % pour François-Guy Trébulle (DVD), 47,77 % % pour Vincent Hulin (EELV), 39,53 % de participation[81].

- Au second tour des élections municipales de 2020 dans l'Essonne, la liste DVD  menée par le maire élu en 2019 François Guy Trébulle remporte la majorité absolue des suffrages exprimés, avec 2 734 voix (51,85 %, 25 conseillers municipaux élus dont 3 communautaires), devançant largement les listes menées respectivement par[82] : 
- Vincent Hulin (DVC, 2 166 voix, 41,08 %, 	7 	conseillers municipaux élus dont 1 communautaire) ;
- Caroline Foucault  (DIV, 372 voix, 7,05 %,	1 conseiller municipal élu).
Lors de ce scrutin marqué par la pandémie de Covid-19 en France, 55,48 % des électeurs se sont abstenus.

Référendums
- Référendum de 2000 relatif au quinquennat présidentiel : 72,71 % pour le Oui, 27,29 % pour le Non, 37,38 % de participation[83].
- Référendum de 2005 relatif au traité établissant une Constitution pour l’Europe : 70,14 % pour le Oui, 29,86 % pour le Non, 77,60 % de participation[84].

### Distinctions et labels
Après avoir été récompensée de quatre @ dans le cadre du concours Ville Internet en 2011, la ville a reçu en 2016 pour la cinquième année consécutive cinq @, pour la dématérialisation poussée des inscriptions aux services de la ville, l'accès au wi-fi à la mairie et dans les médiathèques, l'application pour smartphones Allô voirie permettant de signaler des anomalies aux services techniques. La ville a également mis à disposition d'une association de femmes du Burkina Faso six ordinateurs configurés pour Internet.

### Jumelages
| Verrières-le-Buisson Hövelhof Swanley |

| Zorgho |

Verrières-le-Buisson a développé des associations de jumelage avec :
- Hövelhof (Allemagne) depuis 1971, en allemand Hövelhof, située à 569 kilomètres[99] ;
- Swanley (Royaume-Uni) depuis 1985, en anglais Swanley, située à 330 kilomètres[100] ;
- Zorgho (Burkina Faso) depuis 1999, entourée des villages de Digré et Zinado (dans la même commune), avec aussi la commune burkinabé de Salogo, les deux communes étant situées dans la province du Ganzourgou[101].

## Population et société

### Démographie

#### Évolution démographique
L'évolution du nombre d'habitants est connue à travers les recensements de la population effectués dans la commune depuis 1793. Pour les communes de plus de 10 000 habitants les recensements ont lieu chaque année à la suite d'une enquête par sondage auprès d'un échantillon d'adresses représentant 8 % de leurs logements, contrairement aux autres communes qui ont un recensement réel tous les cinq ans,.

En 2022, la commune comptait 14 772 habitants, en évolution de −4,29 % par rapport à 2016 (Essonne : +2,89 %, France hors Mayotte : +2,11 %).
| 1793  | 1800  | 1806  | 1821  | 1831  | 1836  | 1841  | 1846  | 1851  |
| ----- | ----- | ----- | ----- | ----- | ----- | ----- | ----- | ----- |
| 1 054 | 1 071 | 1 047 | 1 009 | 1 011 | 1 040 | 1 087 | 1 150 | 1 057 |

| 1856  | 1861  | 1866  | 1872  | 1876  | 1881  | 1886  | 1891  | 1896  |
| ----- | ----- | ----- | ----- | ----- | ----- | ----- | ----- | ----- |
| 1 080 | 1 127 | 1 175 | 1 118 | 1 331 | 1 169 | 1 411 | 1 401 | 1 462 |

| 1901  | 1906  | 1911  | 1921  | 1926  | 1931  | 1936  | 1946  | 1954  |
| ----- | ----- | ----- | ----- | ----- | ----- | ----- | ----- | ----- |
| 1 546 | 1 406 | 1 553 | 1 713 | 2 192 | 2 591 | 2 963 | 3 514 | 4 464 |

| 1962  | 1968  | 1975   | 1982   | 1990   | 1999   | 2006   | 2011   | 2016   |
| ----- | ----- | ------ | ------ | ------ | ------ | ------ | ------ | ------ |
| 7 063 | 9 852 | 11 400 | 13 555 | 15 710 | 15 923 | 15 848 | 15 534 | 15 434 |

| 2021   | 2022   | - | - | - | - | - | - | - |
| ------ | ------ | - | - | - | - | - | - | - |
| 14 597 | 14 772 | - | - | - | - | - | - | - |

Lors du premier recensement intervenu en 1794, Verrières-le-Buisson comptait mille cinquante-quatre habitants, chiffre relativement stable jusqu’au recensement de 1821 où elle dépassait à peine les mille âmes avant de reprendre une lente progression pour dépasser mille cent cinquante personnes en 1846. En 1851 intervint une nouvelle chute, la commune perdant presque un dixième de sa population avant une nouvelle ascension jusqu’à la perte de soixante habitants au sortir de la guerre franco-prussienne de 1870 et l’occupation prussienne. La progression reprit, avec un bond à plus de mille quatre cents personnes en 1886 grâce à l’ouverture de la ligne de Sceaux, la commune comptant plus de mille cinq cents habitants en 1901, elle poursuivit son expansion malgré les deux conflits mondiaux pour dénombrer en 1946 trois mille cinq cent quatorze habitants. Implantée en banlieue parisienne, elle connut un développement comparable aux autres villes du secteur, répondant au besoin pressant de logements, elle connut une explosion démographique pour atteindre onze mille quatre cents habitants trente ans plus tard et plus de quinze mille dès 1990. Le recensement organisé en 2006 a permis de dénombrer quinze mille huit cent quarante-huit résidents, en légère régression. L’immigration ne représente qu’une faible part de cette évolution puisqu’en 1999, seulement 4,2 % des Verriérois étaient de nationalité étrangère avec une répartition de 1,1 % de Portugais, 0,4 % de Tunisiens et Algériens, 0,3 % de Marocains, 0,2 % d’Italiens, 0,1 % d’Espagnols et de Turcs.

#### Pyramide des âges
En 2018, le taux de personnes d'un âge inférieur à 30 ans s'élève à 31,8 %, soit en dessous de la moyenne départementale (39,9 %). À l'inverse, le taux de personnes d'âge supérieur à 60 ans est de 30,9 % la même année, alors qu'il est de 20,1 % au niveau départemental.
En 2018, la commune comptait 7 072 hommes pour 7 869 femmes, soit un taux de 52,67 % de femmes, légèrement supérieur au taux départemental (51,02 %).
Les pyramides des âges de la commune et du département s'établissent comme suit.
| Hommes | Classe d’âge | Femmes |
| ------ | ------------ | ------ |
| 1,2    | 90 ou +      | 3,1    |
| 9,5    | 75-89 ans    | 11,4   |
| 18,2   | 60-74 ans    | 18,3   |
| 23,2   | 45-59 ans    | 23,4   |
| 13,5   | 30-44 ans    | 14,2   |
| 16,6   | 15-29 ans    | 14,0   |
| 17,8   | 0-14 ans     | 15,6   |

| Hommes | Classe d’âge | Femmes |
| ------ | ------------ | ------ |
| 0,5    | 90 ou +      | 1,4    |
| 5,4    | 75-89 ans    | 7,2    |
| 12,9   | 60-74 ans    | 13,9   |
| 20     | 45-59 ans    | 19,4   |
| 19,9   | 30-44 ans    | 20,1   |
| 20     | 15-29 ans    | 18,2   |
| 21,3   | 0-14 ans     | 19,8   |

### Équipements d'enseignement
Les établissements scolaires de Verrières-le-Buisson sont rattachés à l’académie de Versailles.
La commune dispose sur son territoire[Quand ?] des écoles maternelles du Bois Loriot, du Clos Fleuri, des Gros Chênes et des Prés-Bouchard, des écoles élémentaires Paul Fort - David Régnier et Honoré d'Estienne d'Orves.
La poursuite d’étude se fait ensuite au collège Jean Moulin. Les élèves vont ensuite dans l’un des lycées de la commune voisine de Massy.
S’ajoutent à ces établissements publics deux écoles privées, l’école primaire catholique Notre-Dame de l’Assomption et l’école libre Rudolf Steiner appliquant la pédagogie Steiner-Waldorf.
Les jeunes enfants sont accueillis dans plusieurs structures municipales ou familiales, dont les crèches La Vaudonnière, Louise de Vilmorin, La Pouponnière et Saint-Fiacre. Un centre de loisirs accueille les enfants en dehors des périodes scolaires.

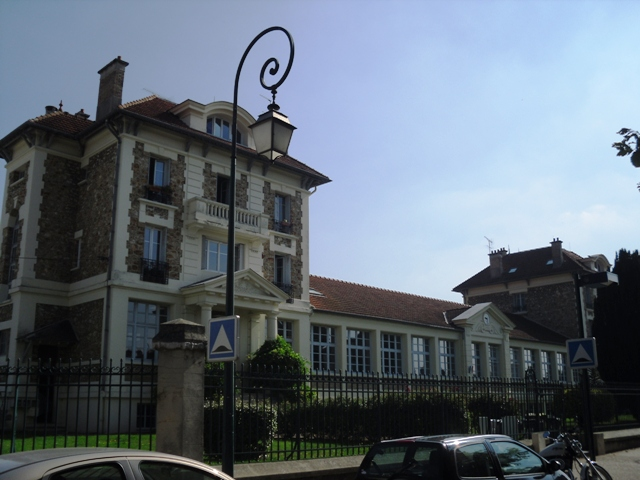
L’école Paul Fort.
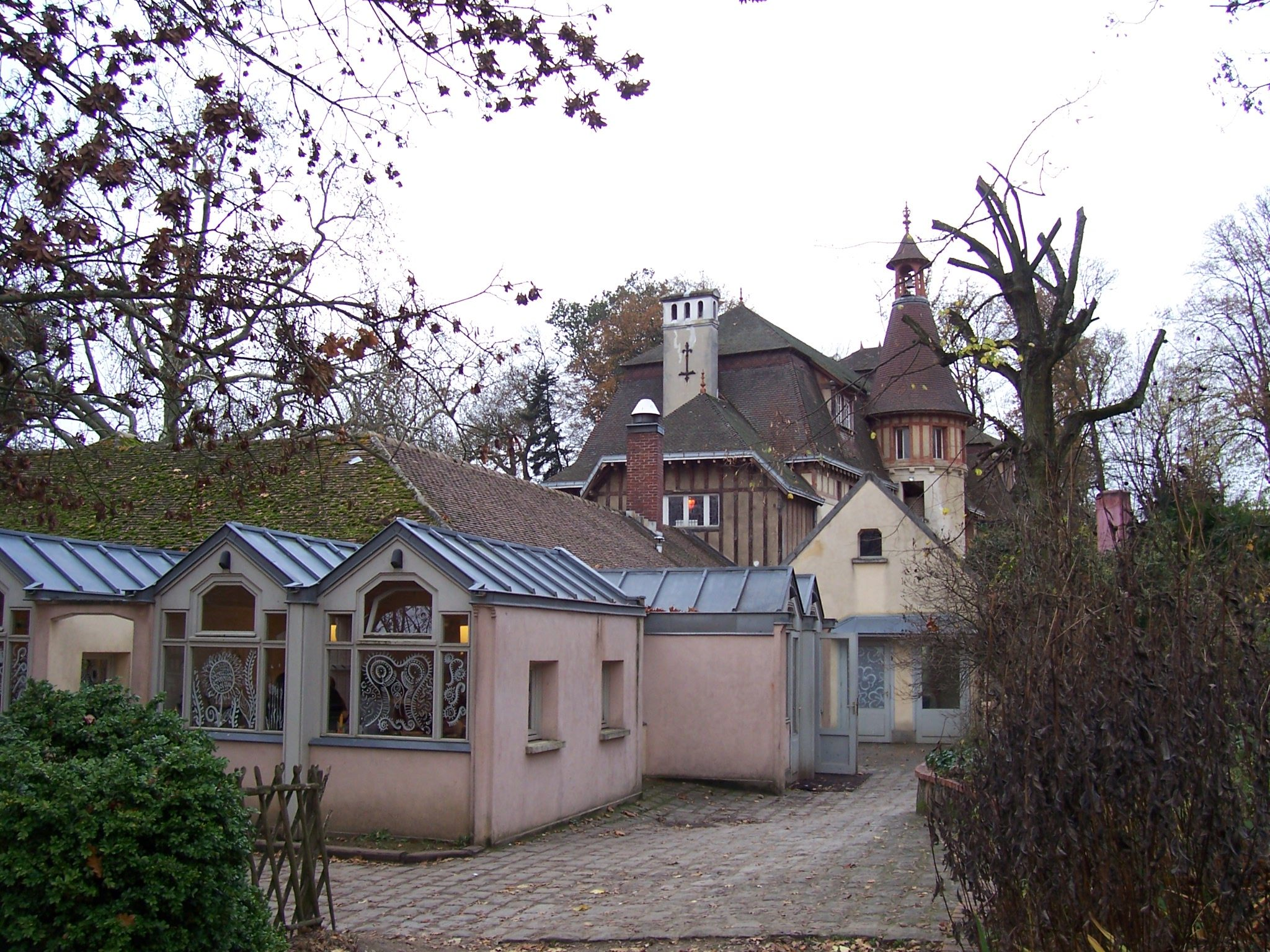
L’école Rudolf Steiner.

### Équipements culturels
La culture à Verrières-le-Buisson est accessible grâce à la médiathèque André Malraux en centre-ville et son annexe de La Potinière qui totalisent plus de soixante-cinq mille documents sur divers supports[Quand ?].
À proximité directe se trouve le conservatoire de musique à rayonnement intercommunal Charles-Koechlin agréé depuis 1993. S’ajoutent le centre culturel Le Colombier, devenu en 2018 Espace Bernard Mantienne qui sert de salle de conférence, de théâtre et de salle de cinéma classée « Art et Essai ». Le musée André Malraux retrace l’histoire locale.

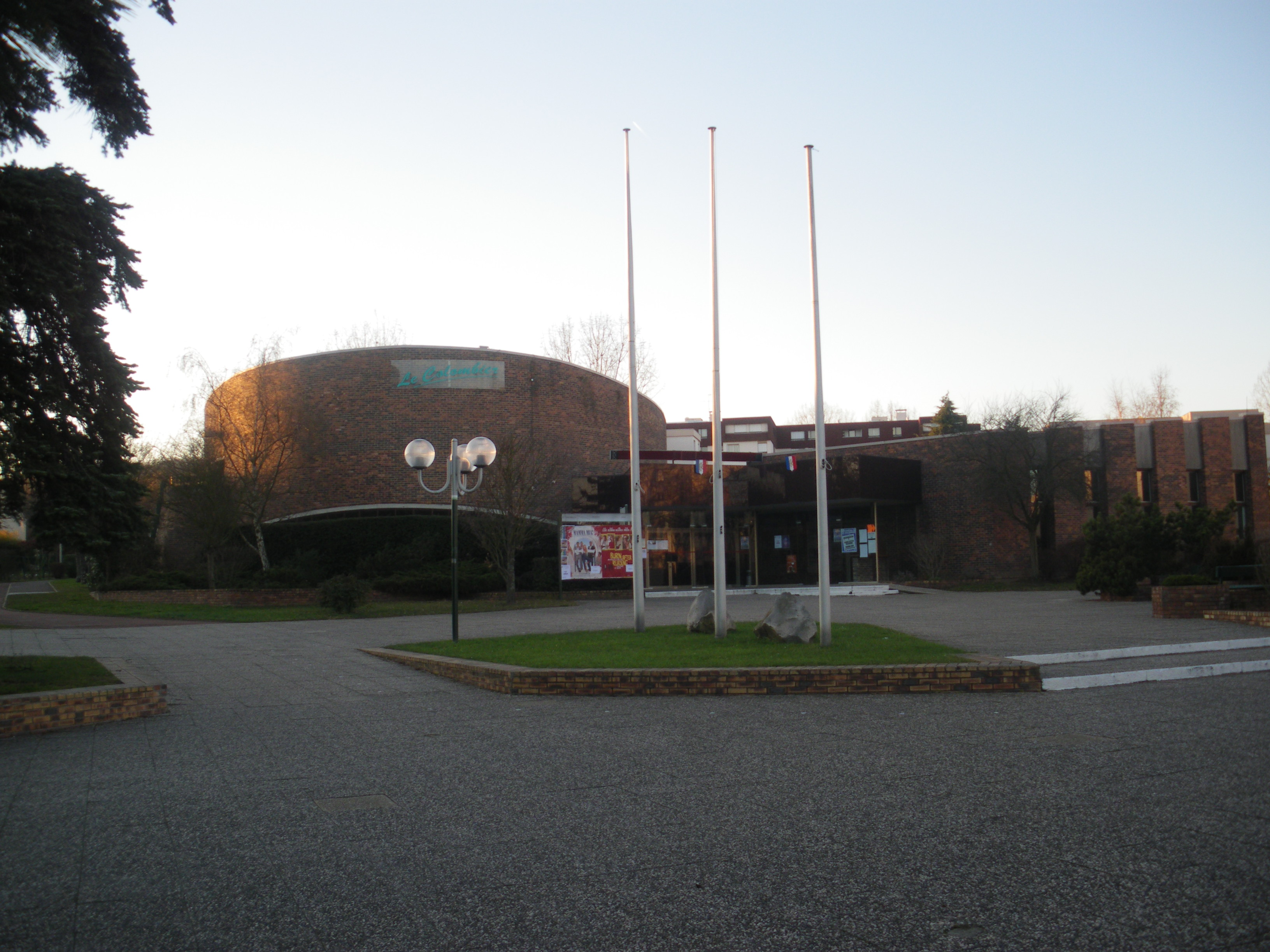
L'espace Bernard Mantienne
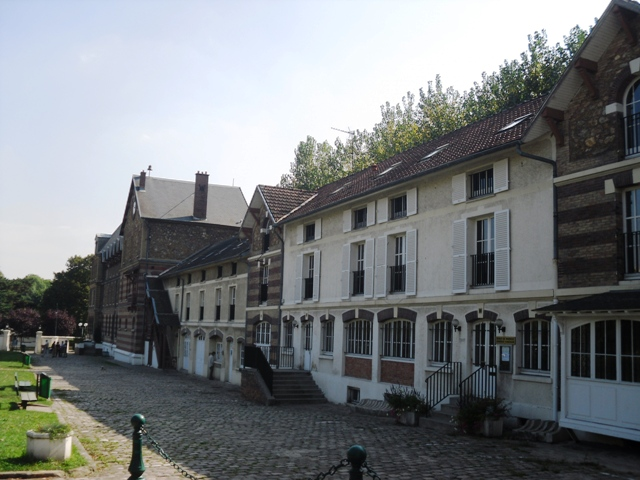
Le centre culturel André Malraux.

### Équipements sportifs

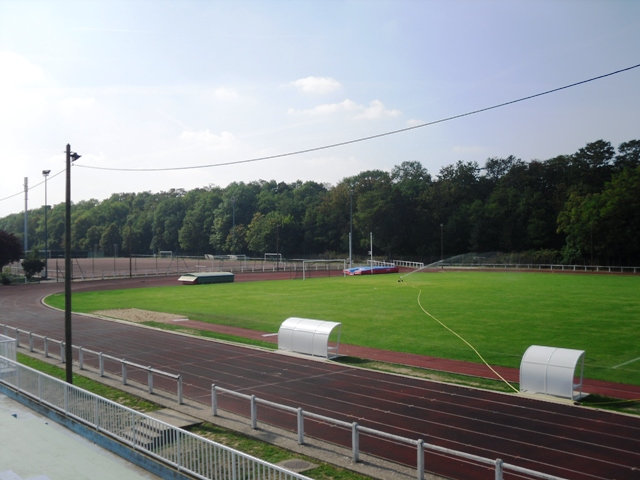
Le stade Robert Desnos.

Verrières-le-Buisson dispose de plusieurs installations sportives disséminées sur l’ensemble du territoire. La plus importante est le stade Robert Desnos équipé de douze courts de tennis, d’une piste d'athlétisme et d’un terrain d’honneur engazonné. Il est complété par le stade des Justices qui dispose d’un terrain de football et d’une piste d’athlétisme. Les deux gymnases Jean Mermoz et de la Vallée à la Dame servent de salles polyvalentes, le parc de la Noisette dispose d’un terrain de football, un centre équestre a été aménagé à proximité de Bièvres ainsi qu’un practice, une piste de bicross et un terrain de golf de neuf trous. Les plateaux libres d’évolution d’Estienne d’Orves, de Breuillet, de l’Hexagone, de la Tournelle, des Gros Chênes et du Poulinat permettent la pratique du football, du basket-ball, du handball.

L’association TUVB (Trait d’Union Verrières-le-Buisson) est la principale organisation sportive de la commune. Elle rassemble diverses disciplines dont les arts martiaux, l’athlétisme, la danse, l’escrime, le football, la gymnastique, le handball, l’escalade, la randonnée pédestre, le tennis de table ou le yoga. L’association organise en outre différentes manifestations autour du handisport.

### Équipements de santé
Verrières-le-Buisson ne dispose d’aucun hôpital ou clinique sur son territoire, les urgences et pathologies sont traitées par le centre hospitalier privé Jacques Cartier de Massy. Elle regroupe cependant quatre structures d’accueil des personnes âgées avec les résidences du Bois et de la Fontaine et les établissements d’hébergement pour personnes âgées dépendantes Paul Gauguin et Léon Maugé. Vingt-neuf médecins et douze chirurgiens-dentistes exercent[Quand ?] dans la commune

### Autres services publics

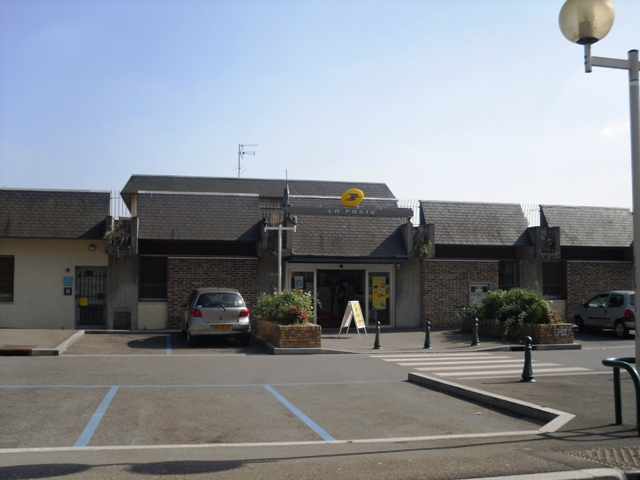
La Poste.

Village devenue petite ville, Verrières-le-Buisson accueille aujourd’hui une agence postale, seule représentation des services publics dans la commune. Une étude de notaire est implantée en centre-ville. La sécurité est assurée par le centre de secours de Massy et le commissariat de police de Palaiseau. L’organisation juridictionnelle rattache les justiciables Verriérois au tribunal d’instance de Palaiseau, au conseil de prud’hommes de Longjumeau et au tribunaux de grande instance et de commerce d’Évry tous dépendants de la cour d'appel de Paris…
La ville s’est dotée d’un office de tourisme.

### Lieux de culte
La paroisse catholique de la commune est rattachée au secteur paroissial de Massy-Verrières et au diocèse d'Évry-Corbeil-Essonnes, elle dispose de l’église Notre-Dame-de-l’Assomption et de la chapelle Saint-Augustin de Grais. Les sœurs missionnaires de Notre-Dame d'Afrique disposent à Verrières-le-Buisson d’une maison de retraite équipée de la chapelle des Sœurs Blanches, ouverte au public.
L’association juive AIVB dispose d’une salle de prière.

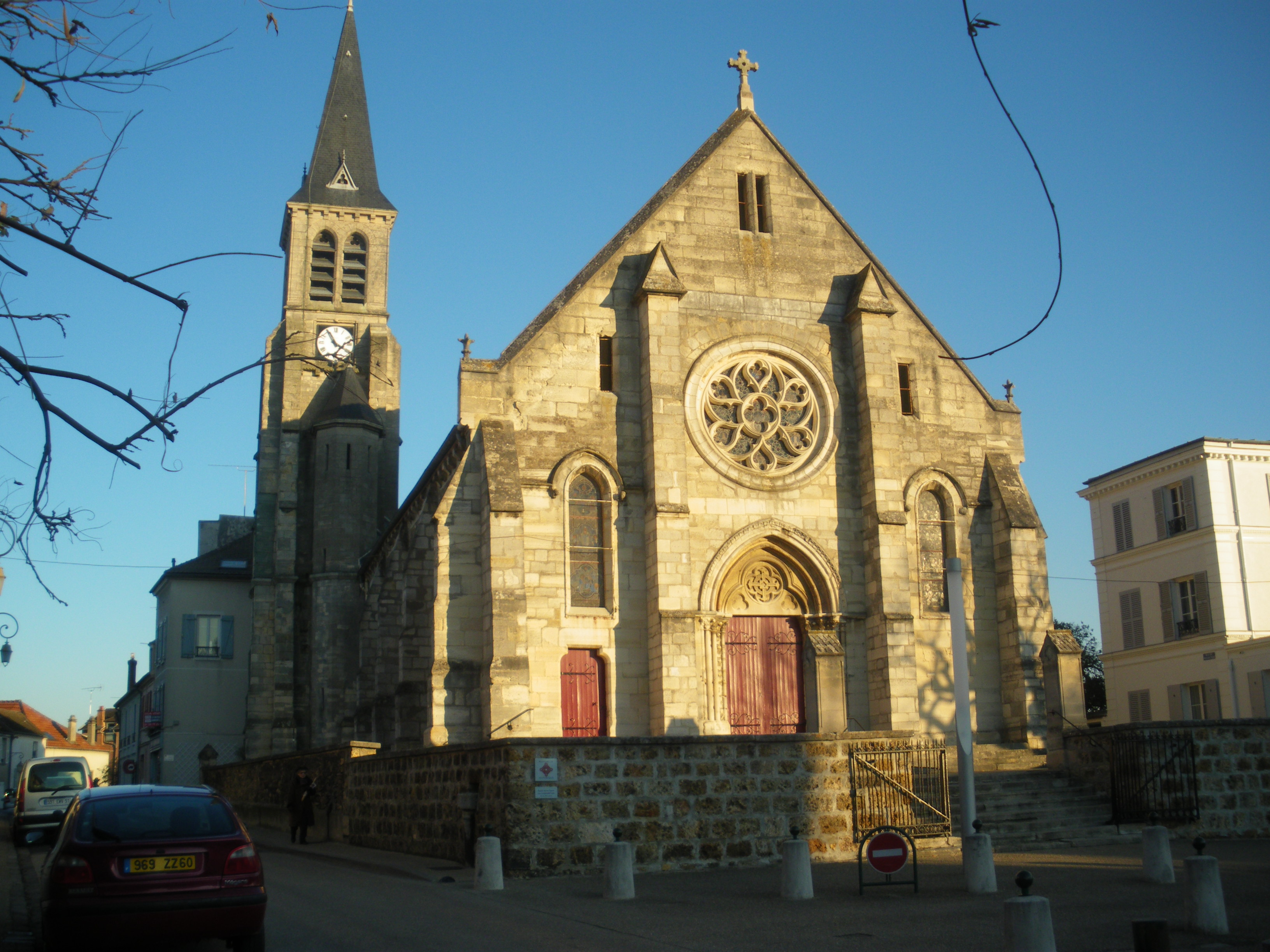
L’église Notre-Dame-de-l’Assomption.
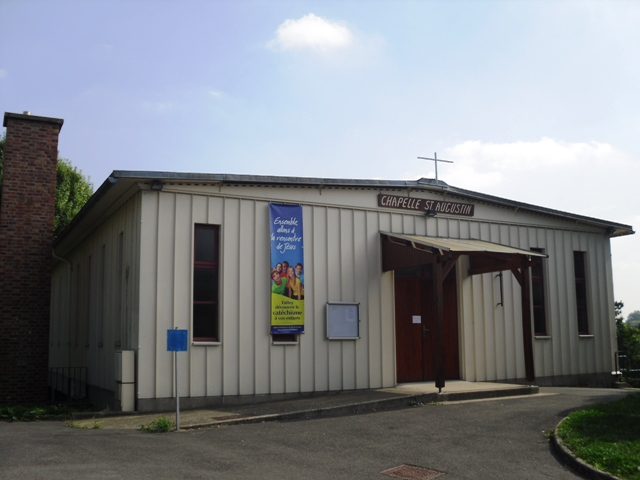
La chapelle Saint-Augustin de Grais.
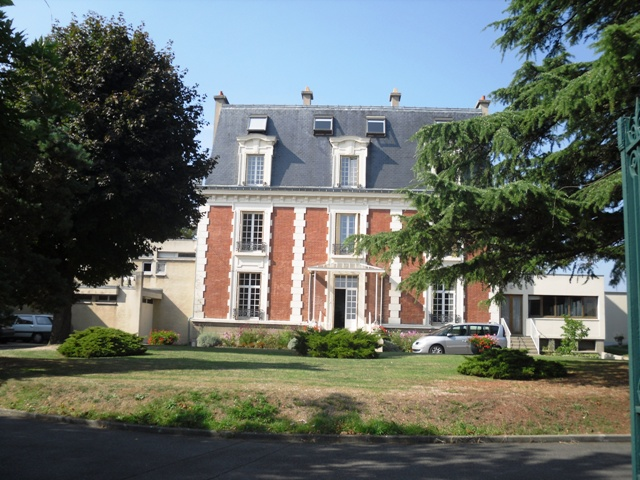
La maison de retraite des Sœurs Blanches.

### Médias
La commune est située dans le bassin d’émission des chaînes de télévision France 3 Paris Île-de-France Centre, IDF1 et Téléssonne intégré à Télif. L’hebdomadaire Le Républicain relate les informations locales dans son édition Nord-Essonne comme la station de radio EFM.

## Économie
Verrières-le-Buisson est intégrée par l’Insee à la zone d’emploi de Boulogne-Billancourt qui rassemblait en 2006 868 808 habitants, les Verriérois comptant pour 1,82 % du total. Dans cette zone d’emploi, Verrières-le-Buisson se caractérise par son côté fortement résidentiel, aucune des grandes structures n’étant présentes sur son territoire, la commune ne comptait ainsi en 2007 que six cent quatre-vingt-une entreprises immatriculées dont 64 % évoluaient dans le secteur des services, elle ne dénombrait la même année que quatre-vingt-neuf créations d’entreprise, l’ensemble employant trois mille six cent trente personnes. En 2000, quatre exploitations agricoles étaient encore en activité sur un total de cinq hectares cultivés, exclusivement consacrés au maraîchage, elles occupaient ainsi neuf personnes. Les entreprises de la commune sont principalement groupées dans les zones d’activités des Gardes et des Petits Buissons. Depuis novembre 2005, la commune est au cœur de l’opération d'Intérêt National de Massy Palaiseau Saclay Versailles Saint-Quentin-en-Yvelines. Un marché se tient les mercredis et samedis.

### Emplois, revenus et niveau de vie
La population active était évaluée à sept mille trois cent cinquante sept personnes, soit le double des emplois disponibles dans la commune, 5,8 % de la population était au chômage, ainsi 84 % des actifs travaillaient dans une autre commune et même 62 % dans un autre département, donnant à la commune des airs de « cité-dortoir ».
La population verriéroise est cependant relativement privilégiée puisque 87,8 % des actifs étaient salariés et près de 80 % disposaient d’un contrat à durée indéterminée ou étaient titulaires de la fonction publique. Si la catégorie socioprofessionnelle majoritaire des emplois était en 2006 celle des professions intermédiaires, la majeure partie de la population globale relevait de la catégorie des cadres pour 25,9 % des quinze ans et plus, suivie de près par les retraités (24,4 %). Les revenus qui en découlent permettent à la commune de disposer de 76,4 % de sa population assujettie à l’impôt avec un revenu net imposable moyen fixé à 45 741 euros en 2006. Le revenu fiscal médian par ménage était en 2007 de 32 013 euros, ce qui plaçait Verrières-le-Buisson au cinquante-septième rang parmi les 30 714 communes de plus de cinquante ménages en métropole et au troisième rang départemental. Plus de 69 % de la population était propriétaire de son logement, une maison individuelle dans 54 % des cas.
En 2010, le revenu fiscal médian par ménage était de 53 231 €, ce qui plaçait Verrières-le-Buisson au 155e rang parmi les 31 525 communes de plus de 39 ménages en métropole.
| Répartition des emplois par catégorie socioprofessionnelle en 2006. |              |                                           |                                                   |                            |                          |                           |
|                                                                     | Agriculteurs | Artisans, commerçants, chefs d’entreprise | Cadres et professions intellectuelles supérieures | Professions intermédiaires | Employés                 | Ouvriers                  |
| Verrières-le-Buisson                                                | 0,1 %        | 5,6 %                                     | 21,2 %                                            | 30,8 %                     | 29,3 %                   | 13,1 %                    |
| Zone d’emploi de Boulogne-Billancourt                               | 0,0 %        | 3,9 %                                     | 34,9 %                                            | 26,9 %                     | 23,8 %                   | 10,4 %                    |
| Moyenne nationale                                                   | 2,2 %        | 6,0 %                                     | 15,4 %                                            | 24,6 %                     | 28,7 %                   | 23,2 %                    |
| Répartition des emplois par secteur d'activité en 2006.             |              |                                           |                                                   |                            |                          |                           |
|                                                                     | Agriculture  | Industrie                                 | Construction                                      | Commerce                   | Services aux entreprises | Services aux particuliers |
| Verrières-le-Buisson                                                | 0,9 %        | 9,2 %                                     | 6,2 %                                             | 18,4 %                     | 22,5 %                   | 6,8 %                     |
| Zone d’emploi de Boulogne-Billancourt                               | 0,2 %        | 11,7 %                                    | 3,9 %                                             | 10,7 %                     | 29,8 %                   | 9,7 %                     |
| Moyenne nationale                                                   | 3,5 %        | 15,2 %                                    | 6,4 %                                             | 13,3 %                     | 13,3 %                   | 7,6 %                     |
| Sources : Insee                                                     |              |                                           |                                                   |                            |                          |                           |

## Culture locale et patrimoine

### Patrimoine environnemental

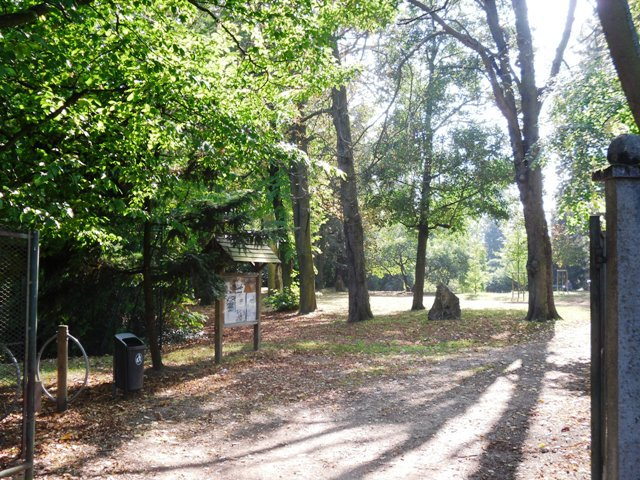
Le square Louise de Vilmorin.

Près de 55 % du territoire municipal ont conservé un caractère dit rural, en grande partie occupés par la vaste forêt de Verrières qui couvre cinq cent cinquante hectares constitués de chênes, châtaigniers, frênes, charmes et bouleaux. Elle est gérée par l’Office national des forêts et recensée par le Conseil général au titre des espaces naturels sensibles. Au sud de ce massif subsiste la plaine d’Amblainvilliers, consacrée à l’agriculture maraîchère, elle est incluse dans une zone soumise au droit de préemption départemental. À l’extrême sud, les bords de Bièvre sont eux aussi classés au titre des zones humides sensibles. La commune dispose aussi de deux arboretum, l’arboretum municipal et celui d’origine, l’arboretum Vilmorin qui totalisent à eux deux 5,5 hectares. La commune est bordée au nord par le parc de la Noisette et à l’est par le parc Heller et le parc du Breuil, constitutifs de la coulée verte du sud parisien et situés sur le territoire de la commune voisine d’Antony. Elle dispose de plusieurs squares avec le square des Muses, le square Louise de Vilmorin, le square des Roses, le square des Bégonias. La commune est par ailleurs traversée par les sentiers de grande randonnée GR 11 qui ceinture l’Île-de-France et GR 655 qui correspond au chemin du pèlerinage de Saint-Jacques-de-Compostelle par la Via Turonensis.
Une partie de la Réserve naturelle régionale du Bassin de la Bièvre se trouve également sur la commune.

### Patrimoine architectural
Le patrimoine architectural de Verrières-le-Buisson est relativement varié des diverses époques d’occupation du site et bénéficie d’une politique de conservation et de classement importante.
- Dans la forêt, des gisements préhistoriques constitués d’anciens ateliers du Paléolithique et du Néolithique d’une superficie de huit cent cinquante et mille trois cents mètres carrés ont été mis au jour et classés aux monuments historiques le 22 mars 1966[117].
- L’église Notre-Dame-de-l’Assomption, construite entre le XIIe siècle et le XIVe siècle a été inscrite en 1972[118].
- Six châteaux ont été bâtis entre le XVIIe siècle et le XIXe siècle, dont :
  - le château Vaillant du XVIIIe siècle classé  en 1959 et inscrit en 1965[119],
  - le château de Vilmorin du XVIIe siècle partiellement inscrit en 1965[120],
  - le château du Bois-Loriot du XVIIe siècle,
  - le château de Mignaux du XVIIIe siècle,
- Le château de Marienthal.
- l’actuelle mairie du XIXe siècle, la distillerie de la Croix-Rouge construite en 1901, le lavoir d’Amblainvilliers de 1855 restauré, le moulin de Grais à Amblainvilliers construit en 1674 propriété de la commune actuellement maison de quartier.
- Le réduit du bois et les batteries de la Châtaigneraie, du Terrier, d’Igny et de Bièvres construits au sortir de la guerre de 1870 dans la forêt constituent des exemples d’architectures militaires de la fin du XIXe siècle.

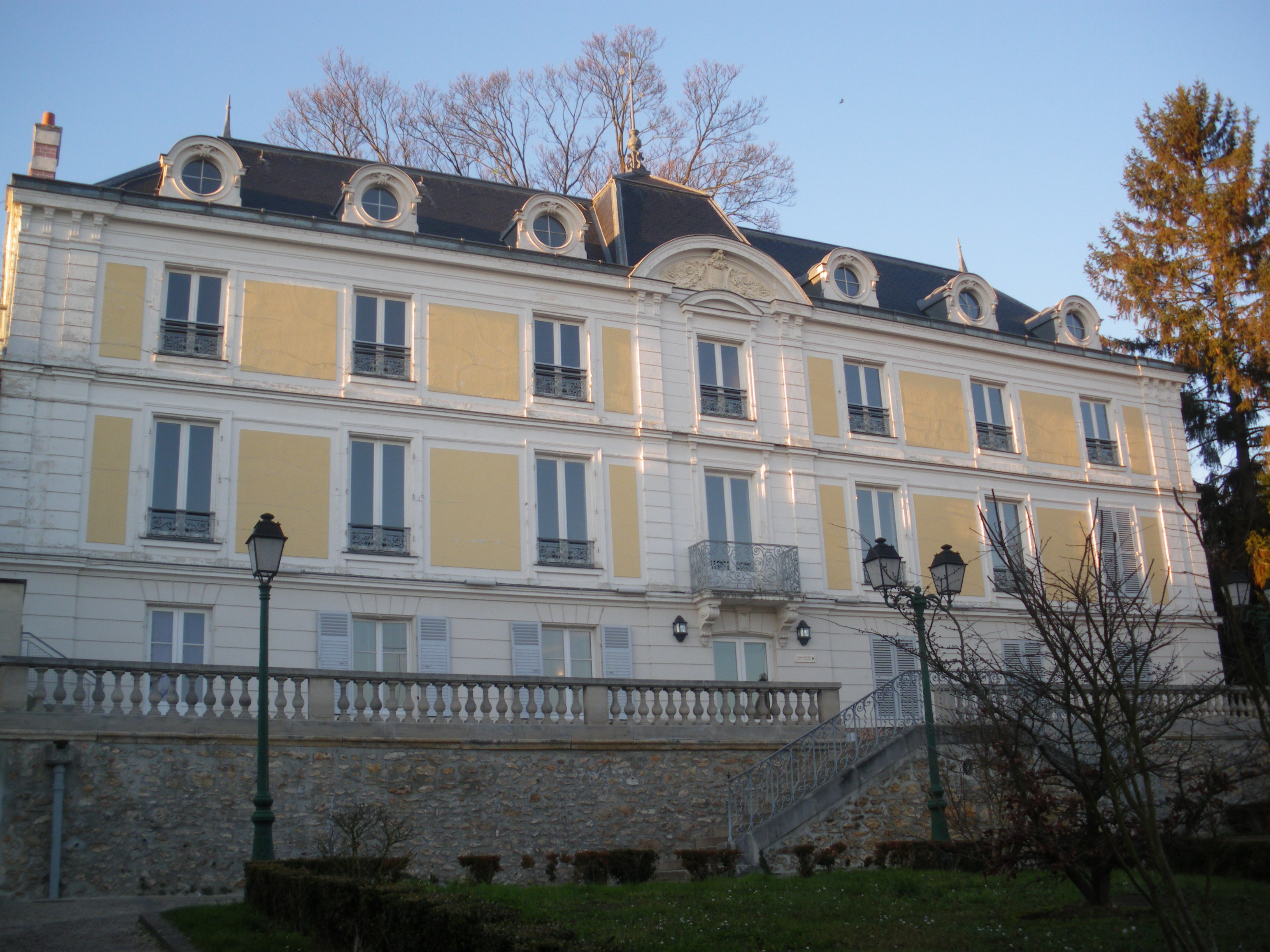
Le château Vaillant.
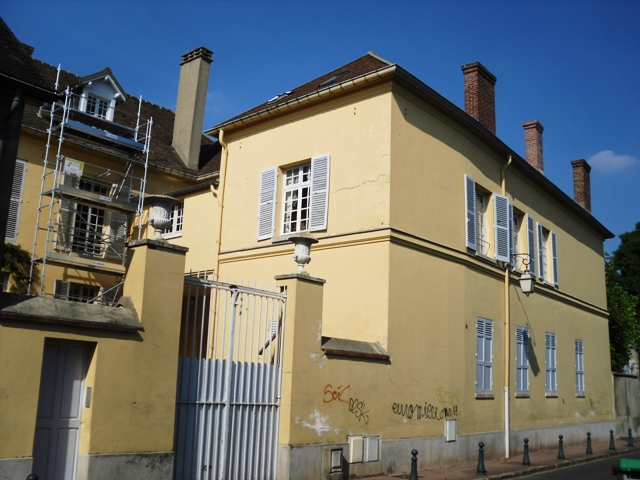
Le château de Vilmorin.
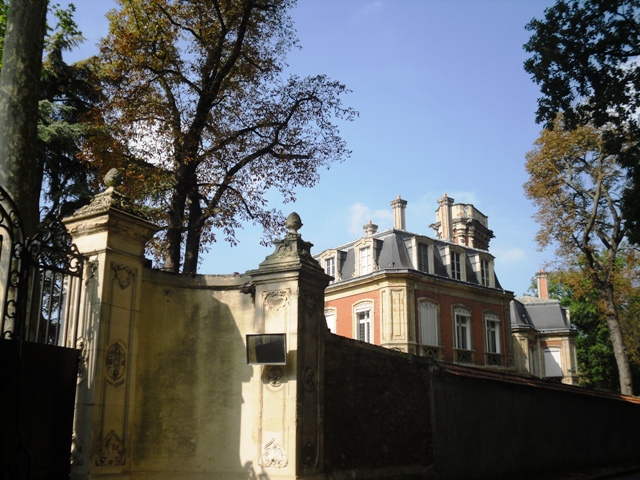
Le château de Marienthal.
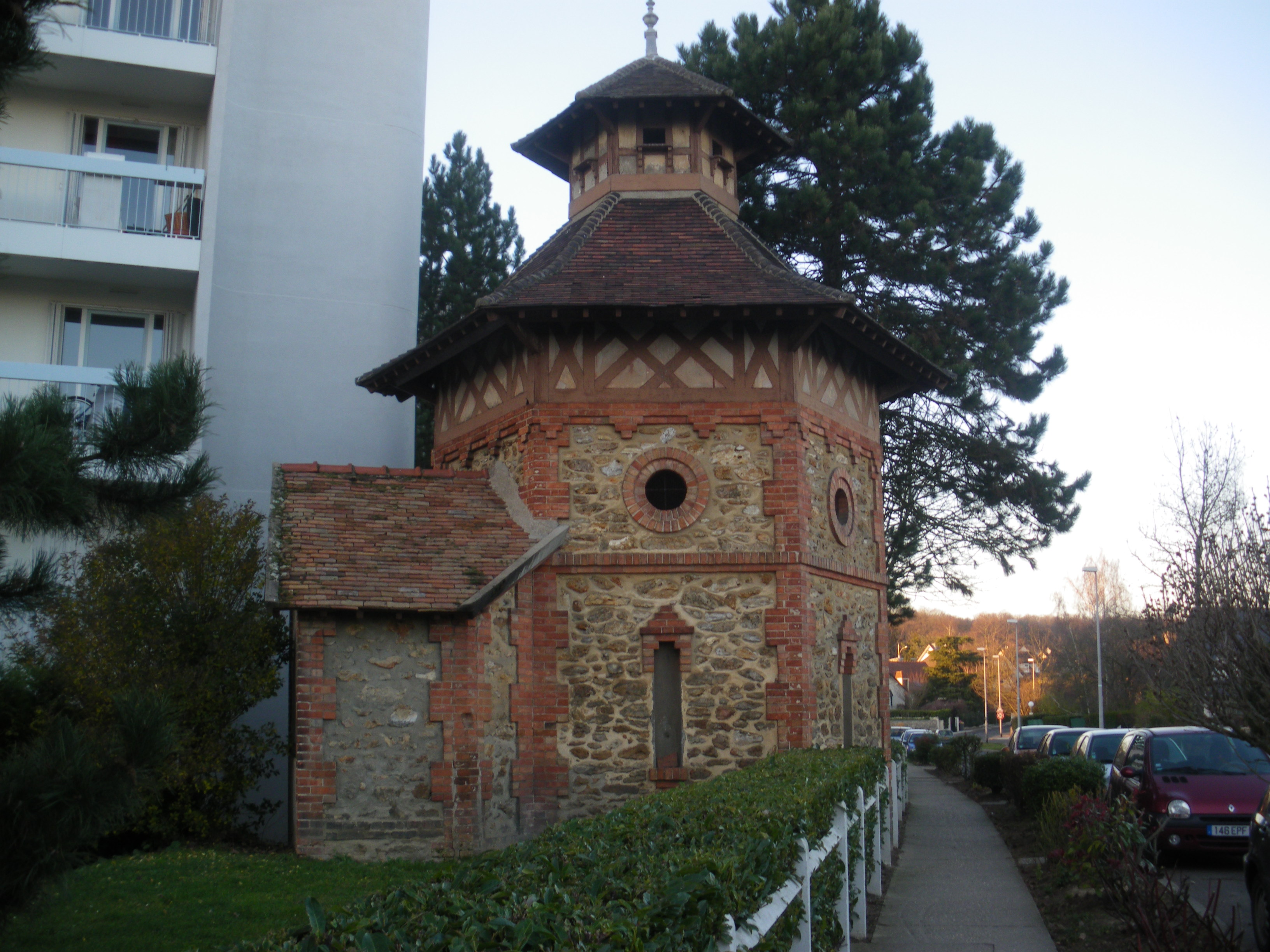
Le vieux Colombier.
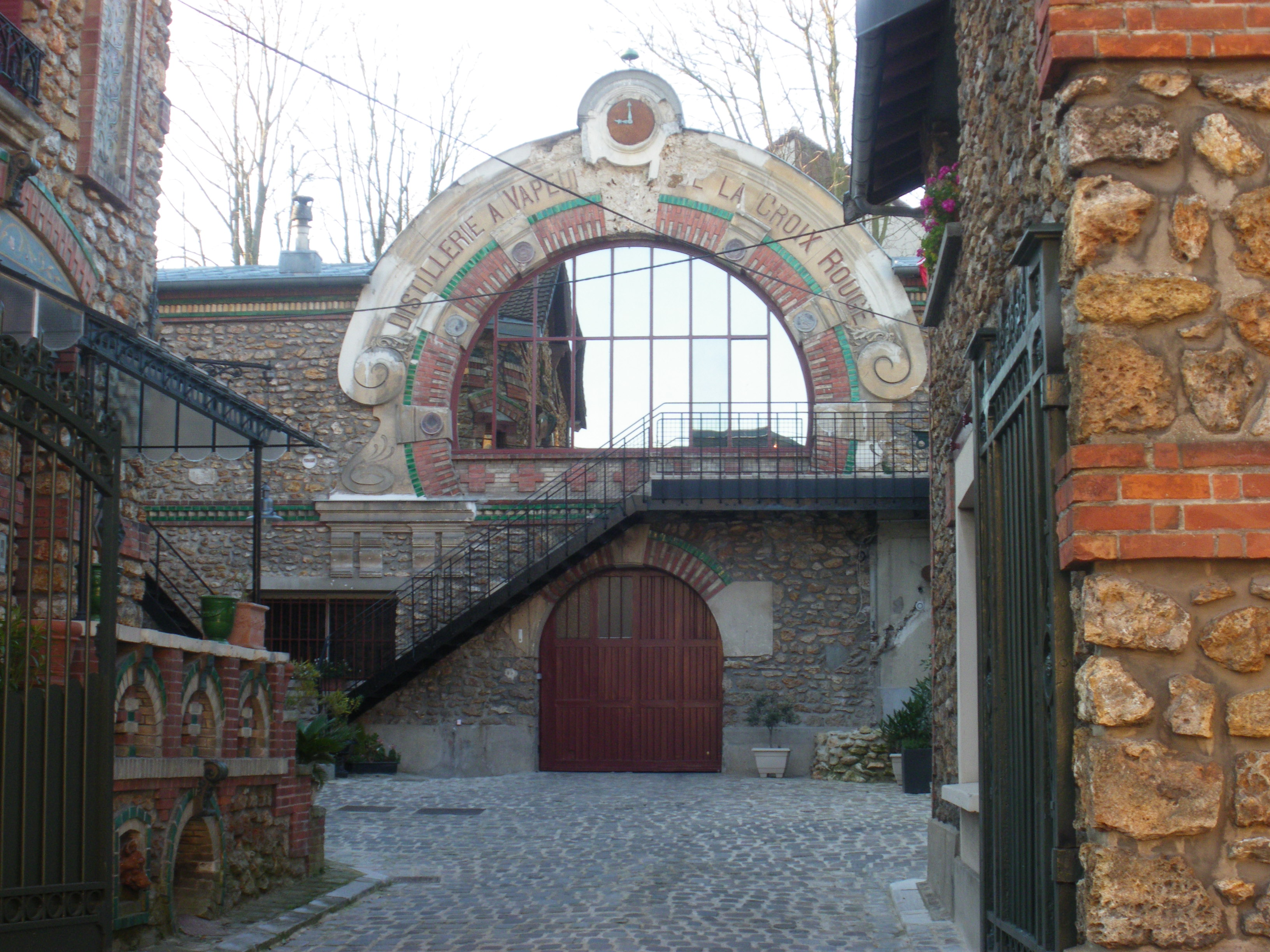
Le porche de la distillerie de la Croix-Rouge.
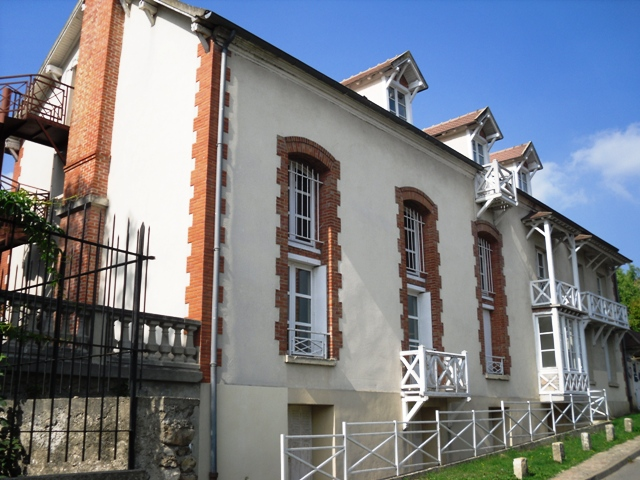
Le moulin de Grais.
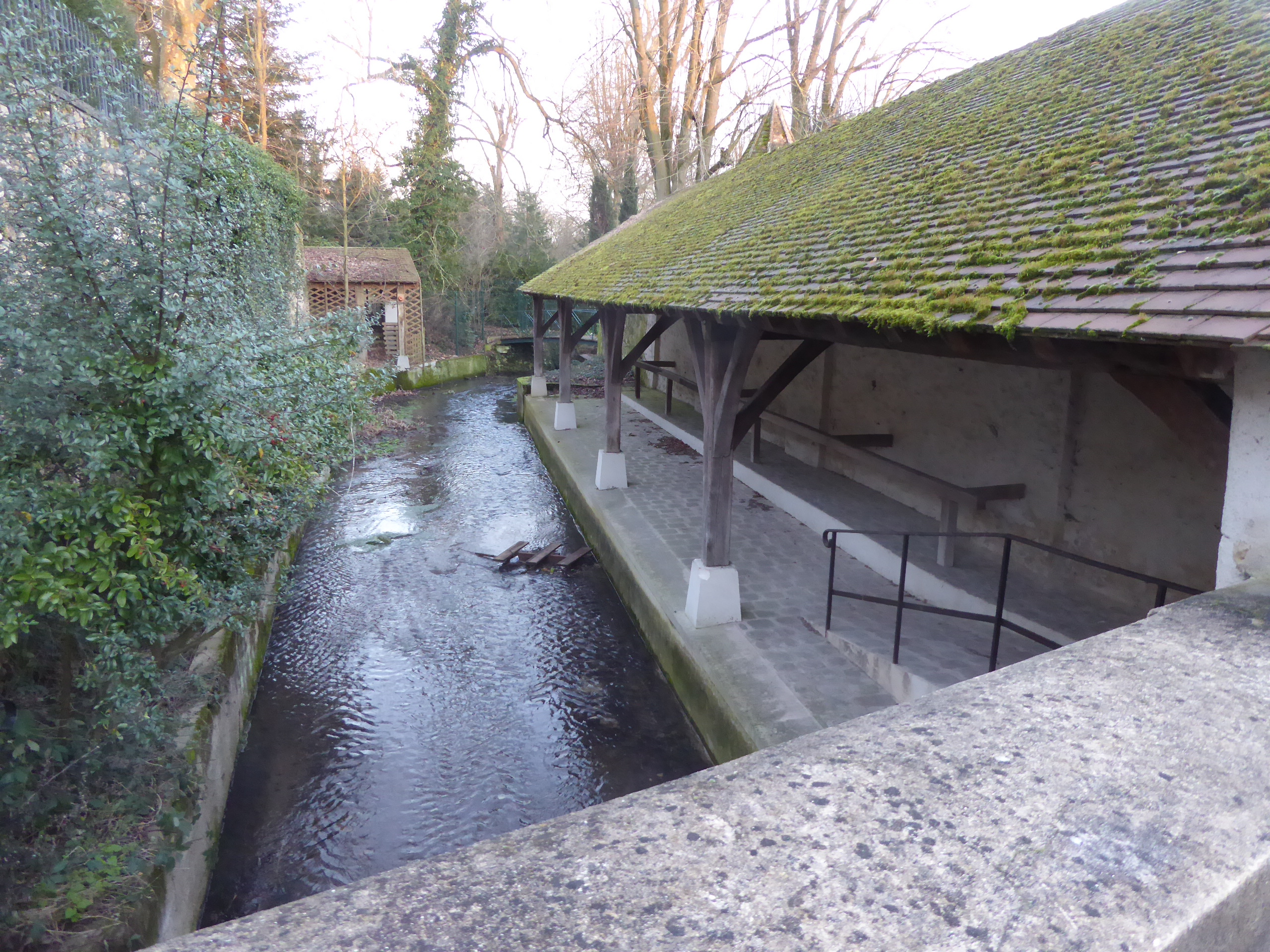
Le lavoir de Verrières
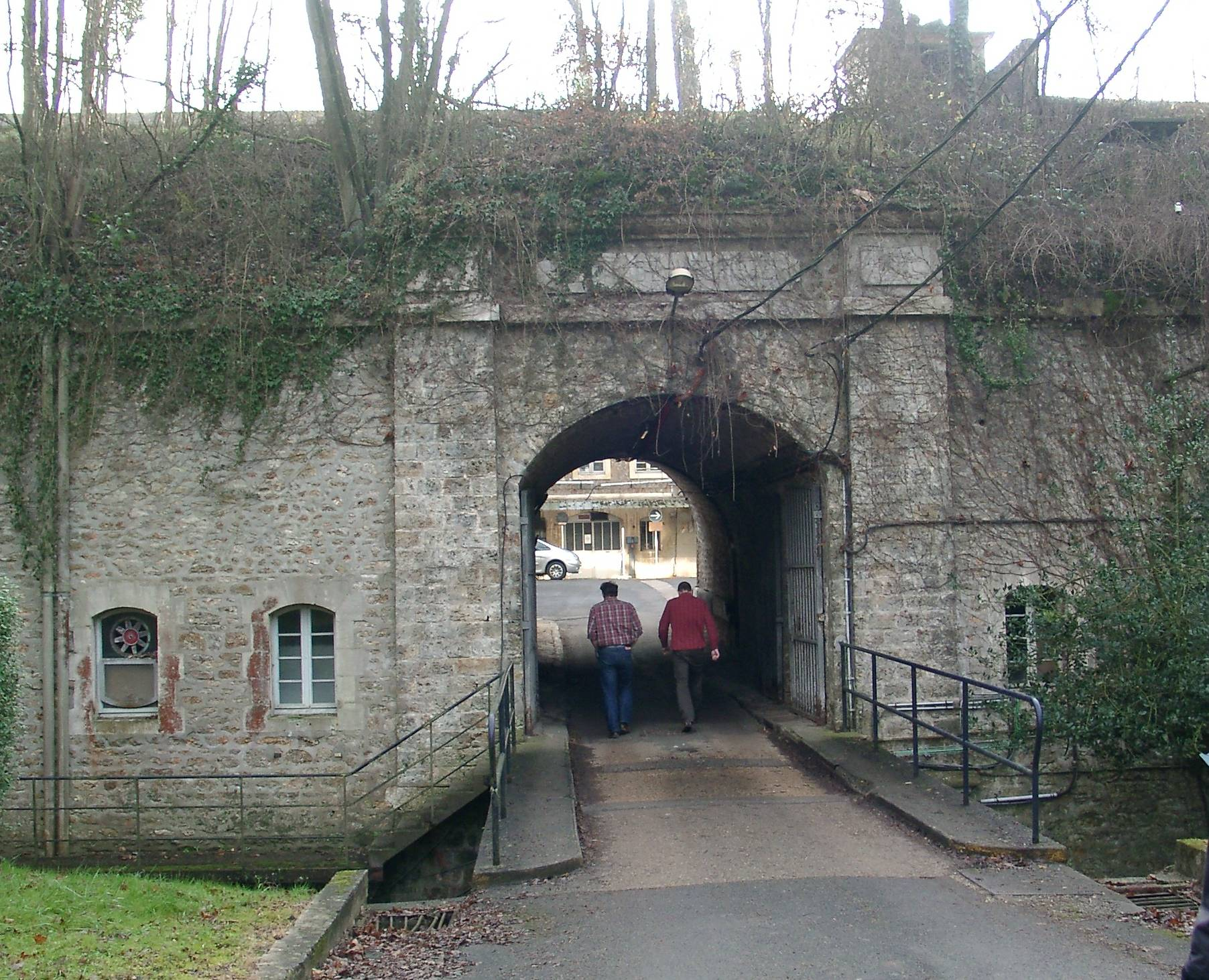
L’entrée du fort de Verrières.
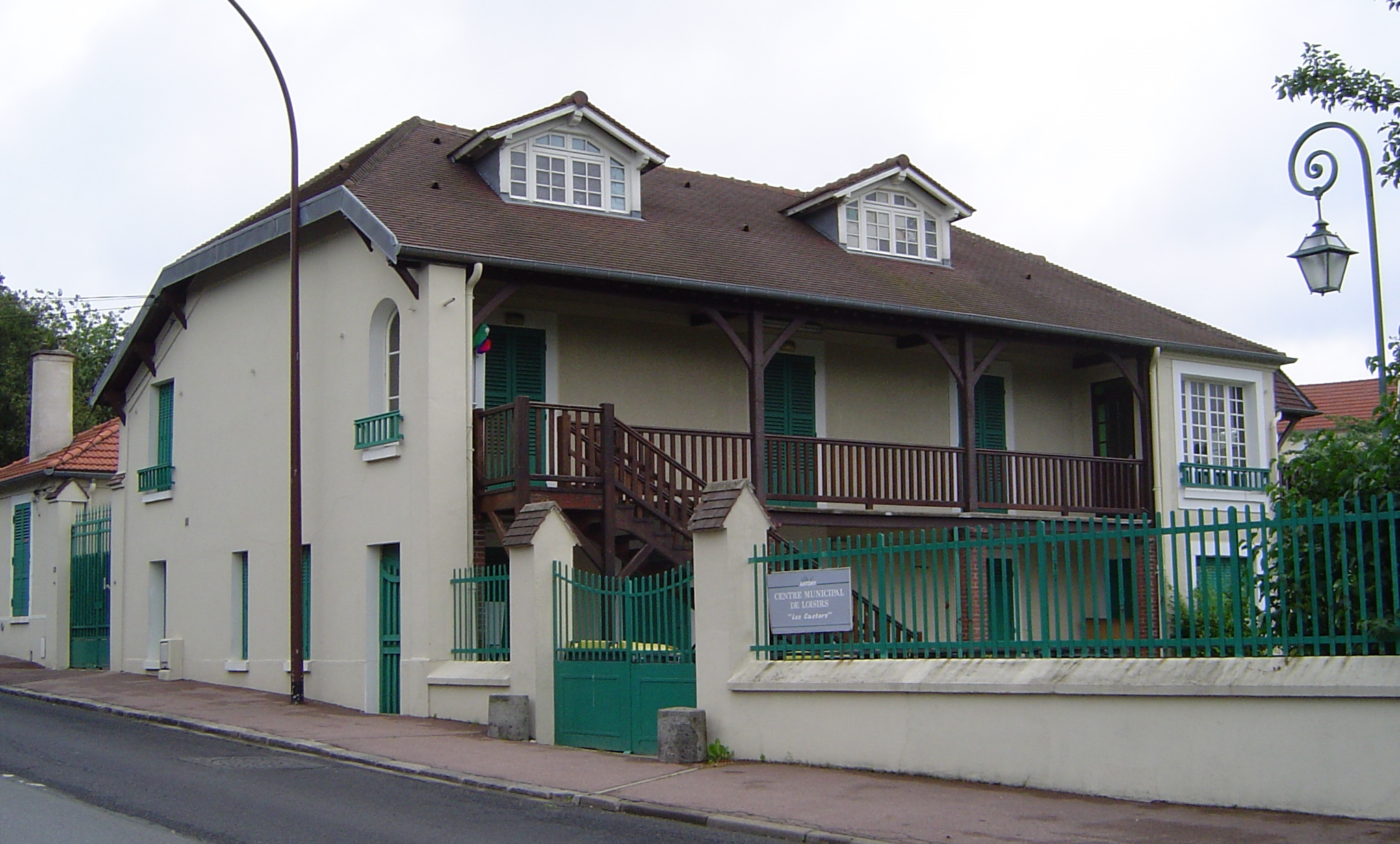
La maison natale (à Antony) de Louise de Vilmorin, officiellement née à Verrières-le-Buisson.

### Patrimoine artistique

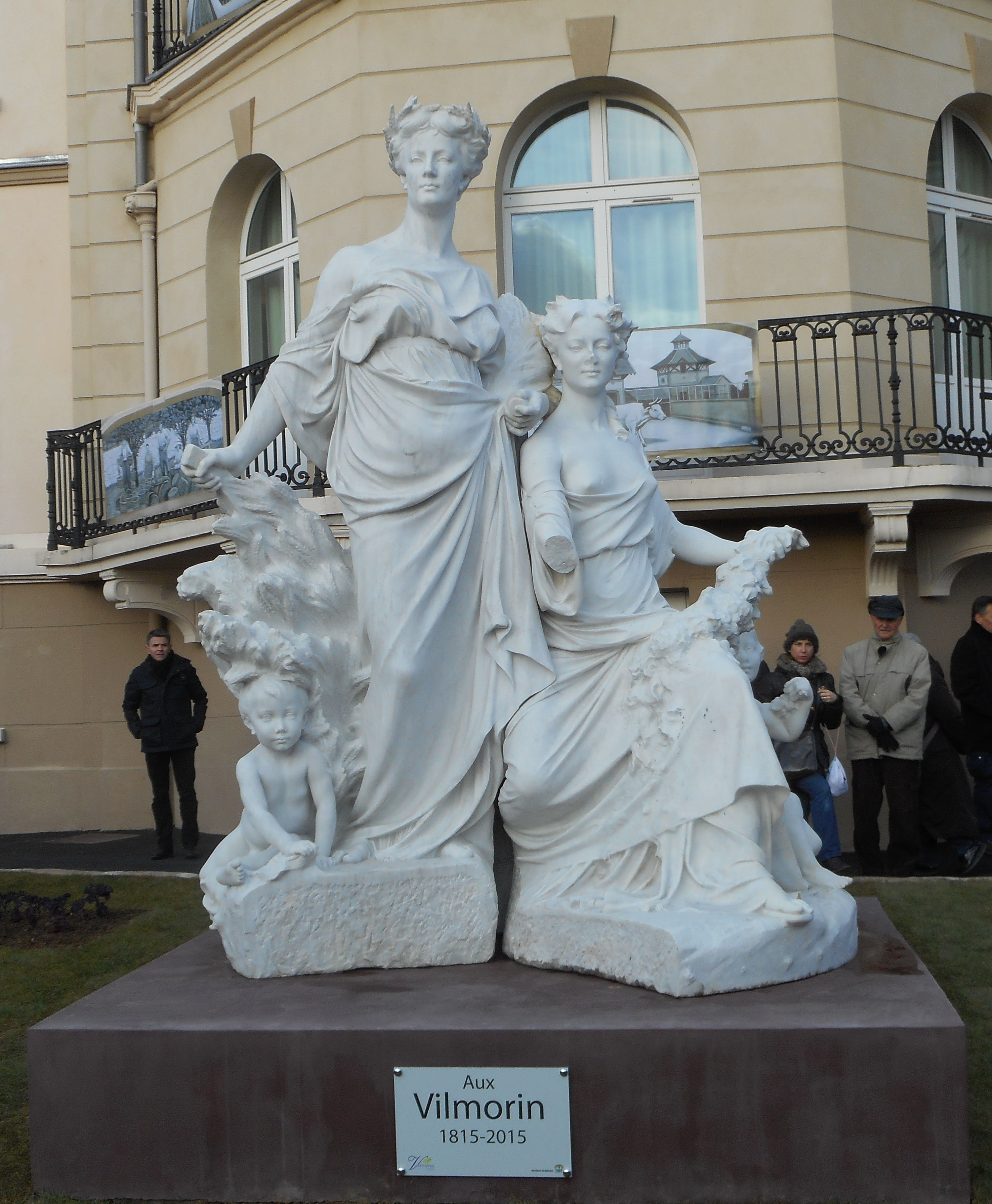
Place Charles-de-Gaulle : Monument aux Vilmorin, groupe en marbre de trois statues, L'Agriculture, L'Horticulture et un Enfant vannant, élevé par souscription internationale en 1908, par le sculpteur Émile Joseph Carlier. Restauré à l'occasion du bicentenaire Verrières-Vilmorin 1815-2015, le groupe a été réinstallé devant la mairie et inauguré le 24 janvier 2015[121].  - Émile Joseph Carlier, Monument aux Vilmorin (1908) (vestiges restaurés en 2015), Verrières-le-Buisson, place Charles-de-Gaulle.
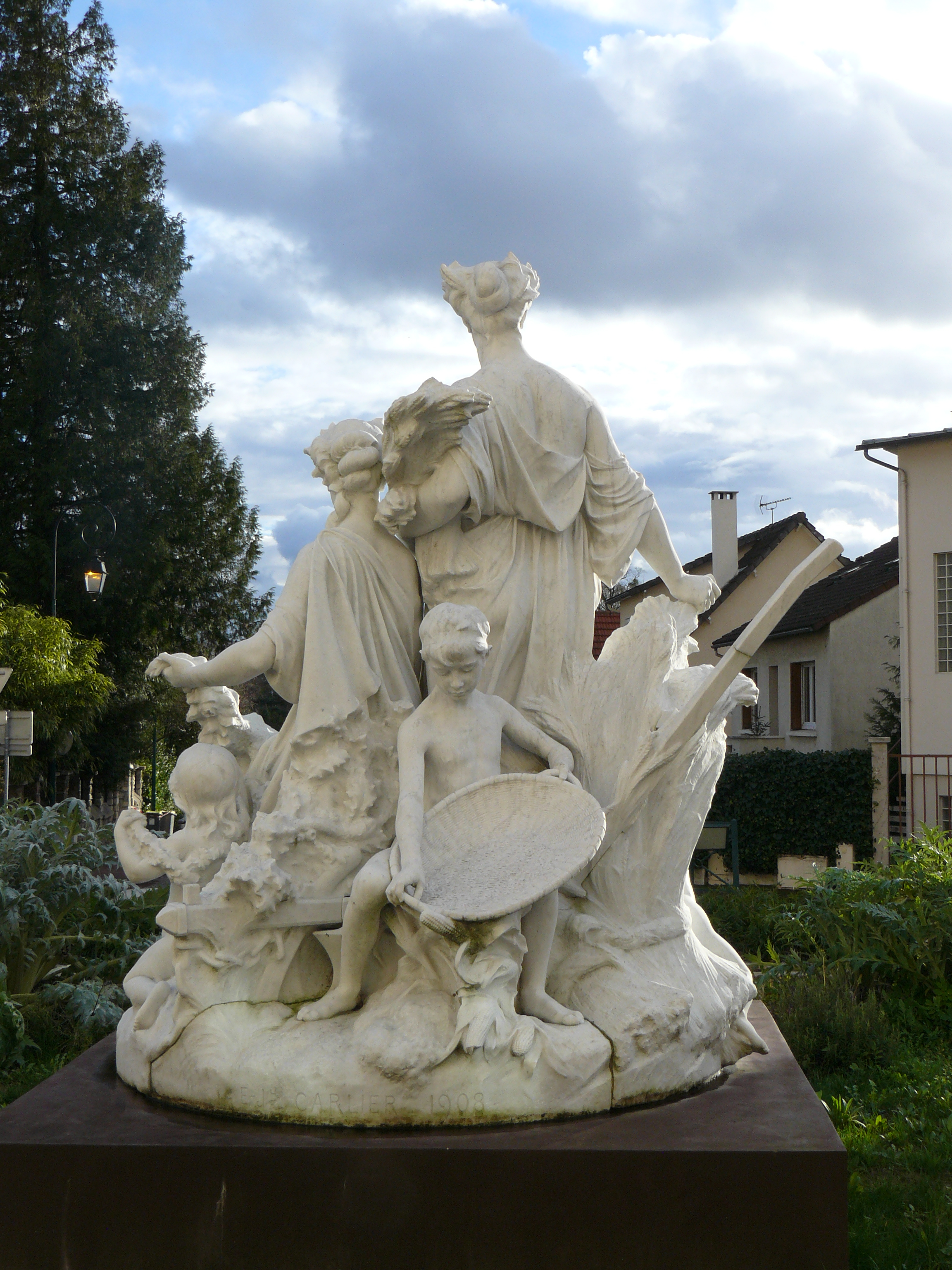
Émile Joseph Carlier, Monument aux Vilmorin (1908) (restauré en 2015, vue de dos).
  - Émile Joseph Carlier, Monument aux Vilmorin (1908) (restauré en 2015, vue de dos).

## Personnalités liées à la commune

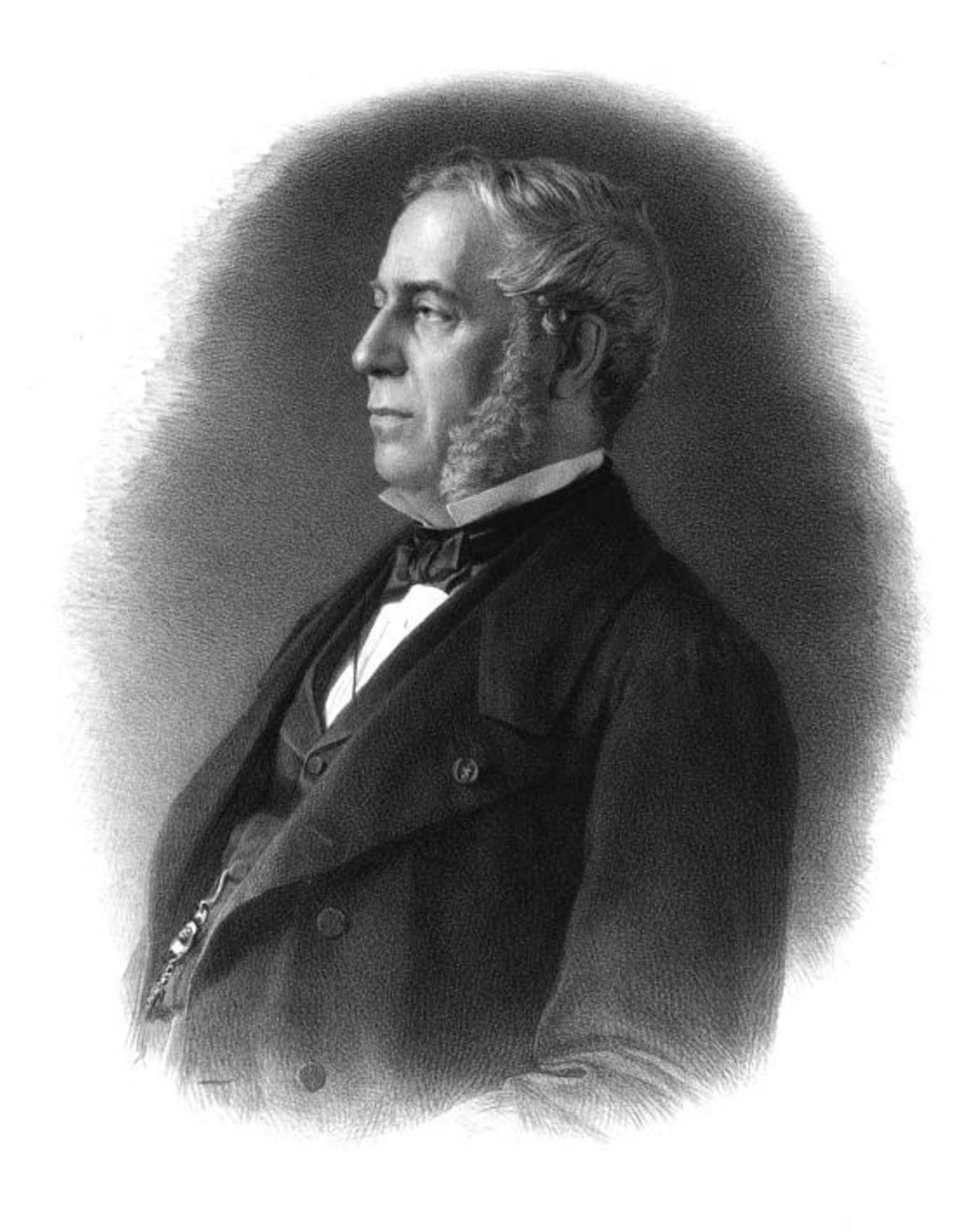
Édouard Drouyn de Lhuys.

Personnalités ayant vécu à Verrières
- Louise de La Vallière (1644-1710), favorite de Louis XIV.
- Louis V Joseph de Bourbon-Condé (1736-1818), prince du sang, dernier seigneur d’Amblainvilliers.
- Jean-Baptiste Say (1767-1832), économiste et journaliste.
- Philippe André de Vilmorin (1776-1862), horticulteur.
- Jean-Baptiste Philibert Vaillant (1790-1872), homme politique et maréchal d'Empire.
- Marie Jean Pierre Hubert de Cambacérès (1798-1881), pair de France et homme politique.
- Édouard Drouyn de Lhuys (1805-1881), diplomate et homme politique, conseiller municipal.
- Pierre Louis François Lévêque de Vilmorin (1816-1860), biologiste et chimiste.
- Charles Philippe Henry Lévêque de Vilmorin (1843-1899), botaniste y vécut et en fut maire.
- Marcel Cachin (1869-1958), homme politique, y vit en 1942, dans la clandestinité[122].
- Paul Fort (1872-1960), poète et dramaturge.
- Jean Hugo (1894-1984), artiste peintre.
- René Clair (1898-1981), réalisateur et écrivain.
- Antoine de Saint-Exupéry (1900-1944), écrivain et aviateur.
- Mapie de Toulouse-Lautrec (1901-1972), journaliste.
- André Malraux (1901-1976), écrivain et homme politique y vécut et y fut enterré jusqu’à son transfert au Panthéon.
- Max Ophüls (1902-1957), réalisateur.
- Anaïs Nin (1903-1977), écrivain.
- Alain Cuny (1908-1994), acteur.
- Paul Meurisse (1912-1979), acteur.
- Ariane Borg (1915-2007), actrice.
- Jean Simonin (1916-1993), homme politique, maire.
- Léo Ferré (1916-1993), chanteur et poète.
- Roland Petit (1924-2011), chorégraphe et danseur.
- Zizi Jeanmaire (1924-2020), danseuse et chanteuse.
- Jacques Verrières (1924-2009), acteur, chanteur, auteur de la chanson Mon pot' le gitan, y a passé son enfance et y trouve son nom de scène[123].

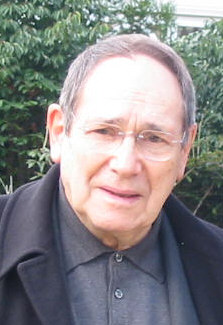
Robert Hossein.

- Robert Hossein (1927-2020), acteur et réalisateur y vécut[124].
- Guy Chasseuil (1942-), pilote automobile français de rallye et d'endurance y vécut.
- Nguyen Thi Binh (1927-), ministre des Affaires étrangères du Gouvernement révolutionnaire provisoire du Sud-Vietnam, y a résidé de 1969 à 1973, durant les négociations des Accords de paix de Paris, entre les représentants des États-Unis d’Amérique et ceux du Viêt Nam.
- Bernard Buffet (1928-1999), artiste peintre.
- Pierre Bergé (1930-2017), homme d'affaires.
- Bernard Mantienne (1933-2016), homme politique et maire.
- Christine Caron (1948-), nageuse.
- Dieudonné M’bala M’bala (1966-), polémiste.
- André Bouchet (1967-), acteur et animateur de télévision.

Personnalités nées à Verrières

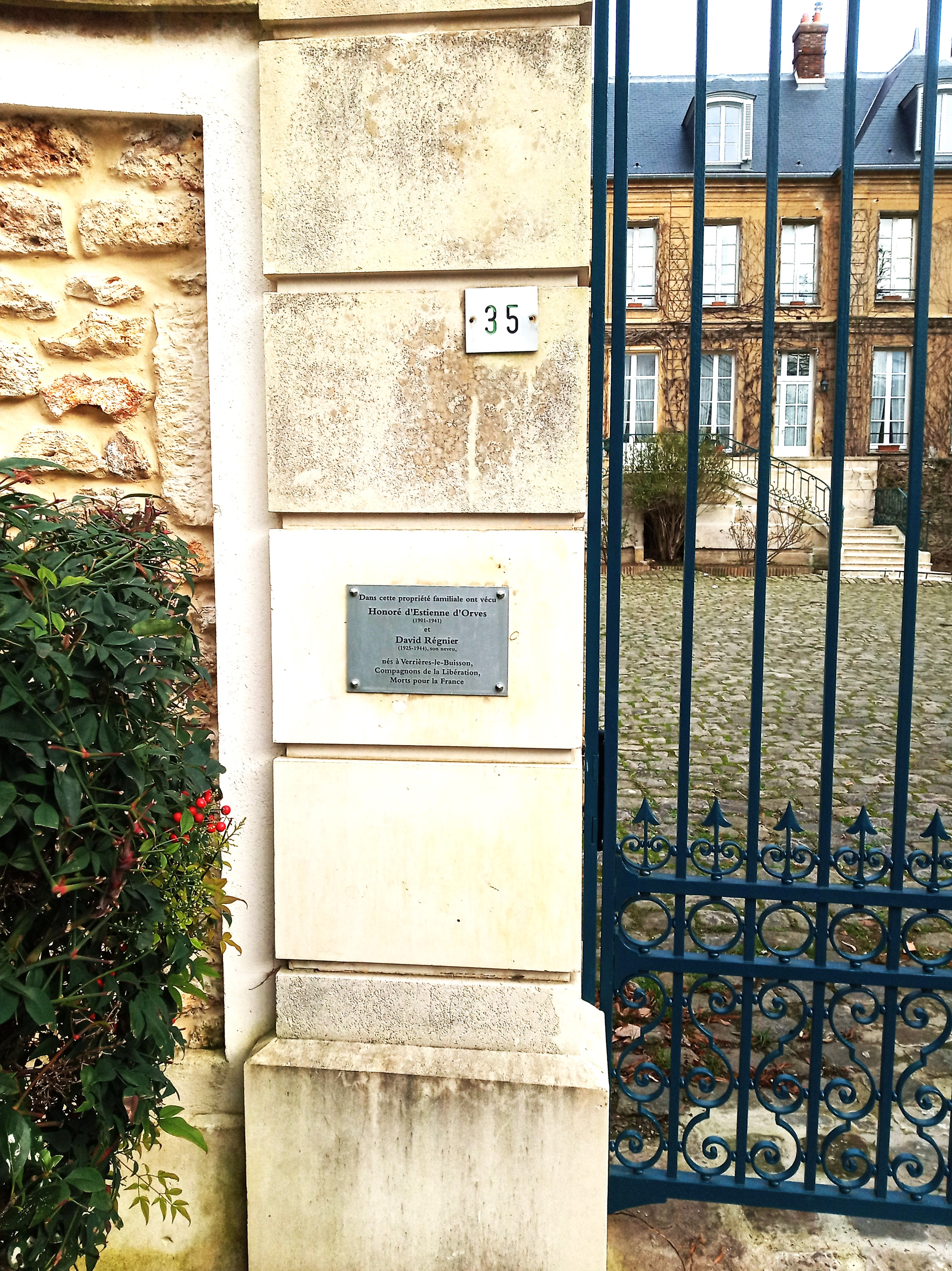
Plaque mémorielle à l'entrée la propriété familiale où vécurent Honoré d'Estienne d'Orves et David Régnier.

- Marie Say (1857-1943), princesse Amédée de Broglie.
- Honoré d'Estienne d'Orves (1901-1941), officier de marine et résistant y est né et enterré.
- Louise de Vilmorin (1902-1969), écrivain y est officiellement née (bien que sa maison natale se trouve à Antony).
- Roger de Vilmorin (1905-1980), horticulteur et généticien.
- Daniel Wildenstein (1917-2001), marchand d’art et historien de l’art.
- David Régnier (1925-1944), résistant.

Personnalités décédées à Verrières
- Francis Borelli, (1932-2007), homme d'affaires.
- Louise de Vilmorin (1902-1969).

Personnalités résidant à Verrières
- Françoise Abraham (1962-), sculpteur et peintre.
- Bruno Roblès (1967-), animateur de télévision et de radio.

Sportifs licenciés à Verrières
- Astrid Pichegrain (1976-), pilote de moto-cross.
- Sylvain Idangar (1984-), footballeur.
- Allan Saint-Maximin (1997-), footballeur}.

Enfin, c'est à Verrières que Lucien Léger (1937-2008) a commis son forfait.

## Héraldique
| Blason de Verrières-le-Buisson | Blason  | Coupé : au premier d’argent au chêne arraché de sinople, au second d’azur à l’écusson cousu de sable chargé de trois besants d’argent et accompagné de trois fleurs de lys d’or. |
| Blason de Verrières-le-Buisson | Détails | Ce blason est repris de celui de l’abbaye de Saint-Germain-des-Prés à laquelle appartenait le domaine au VIe siècle, augmenté d’un chêne, symbolisant la forêt. Il est orné à l’extérieur de feuillage matérialisant le buisson et soutenu par deux castors (biber en latin) symbolisant la Bièvre. |

## Verrières-le-Buisson dans les arts et la culture

### Littérature
Dans son roman Les Particules élémentaires (1998), Michel Houellebecq évoque une clinique psychiatrique de l'Éducation nationale qu'il situe à Verrières-le-Buisson (pages 246 et 366). Il s'agit d'une confusion avec la commune de La Verrière (Yvelines), où se situe la clinique psychiatrique de la Mutuelle générale de l'Éducation nationale.
Dans le roman policier de Léo Malet Drôle d’épreuve pour Nestor Burma, l’actrice Rita Cargelo vit dans la propriété Les Ormes, appartenant à son fiancé, l’armateur Louis Rigaud, .

### Cinéma et télévision
Plusieurs scènes du court-métrage La Cartouche, réalisé par Théodore Bonnet et Cyprien Iov, ont été tournées à Verrières-Le-Buisson. Le tournage de la première scène a eu lieu sur le parvis de l'église Notre-Dame-de-l'Assomption.
- Une scène de la série télévisée Highlander (avec Adrian Paul) a été tournée aux abords de l’église Notre-Dame-de-l’Assomption.